# ピノ・ノワール
ピノ・ノワール (Pinot noir) (フランス語: [pino nwaʁ]) は、おもに赤ワイン用に栽培されるヨーロッパブドウ (ヴィニフェラ種) の一品種である。この名称はピノ・ノワールのブドウから作られたワインに対しても用いられる。名称の由来はフランス語のマツ (pin) と黒 (noir) であるとされ、名称に「マツ」が含まれるのは、このブドウの果房が密着粒で松かさのような形状をしていることを示す。
ピノ・ノワールは世界各地で栽培されているが、ほとんどは冷涼な気候の地域であり、フランスのブルゴーニュ地方と結びつけて語られることがもっぱらである。現在世界各地のピノ・ノワールは赤ワインに用いられているほか、シャンパーニュやイタリアのフランチャコルタ、イングランドなどの白のスパークリングワインにも使用されている。ブルゴーニュ以外にピノ・ノワールの赤ワインで高い評価を受けている地域には、アメリカ合衆国のオレゴン州およびカリフォルニア州、オーストラリアのビクトリア州、 ニュージーランドのマーティンボロやセントラル・オタゴ、ドイツのアールやバーデンなどがある。 ピノ・ノワールは、シャンパーニュなどのワイン生産地域において、スパークリングワイン用の品種のなかでも栽培面積が最大 (38%) である。
ピノ・ノワールは、栽培するにもワインにするにも困難な品種である。 果房が高密度な密着粒となる傾向があるため、かび病などの病害や天候被害を受けやすく、小まめな樹冠管理を必要とする。果皮が薄くフェノール化合物の含有量が少ないことから、ピノ・ノワールは大概の場合色味が淡くタンニンの強くないミディアムボディのワインになり、熟成の段階が一様でなかったり予測が困難であったりすることも多い。ピノ・ノワールから作られたワインは、年月が浅いうちはチェリーやラズベリー、イチゴといった赤い果実のアロマを帯びる傾向にある。だが年月を経るにつれ、ワインに複雑さを与える要因となる、野菜的なアロマや「農家の庭」のようなアロマを生み出す力をもつ。

## 特徴

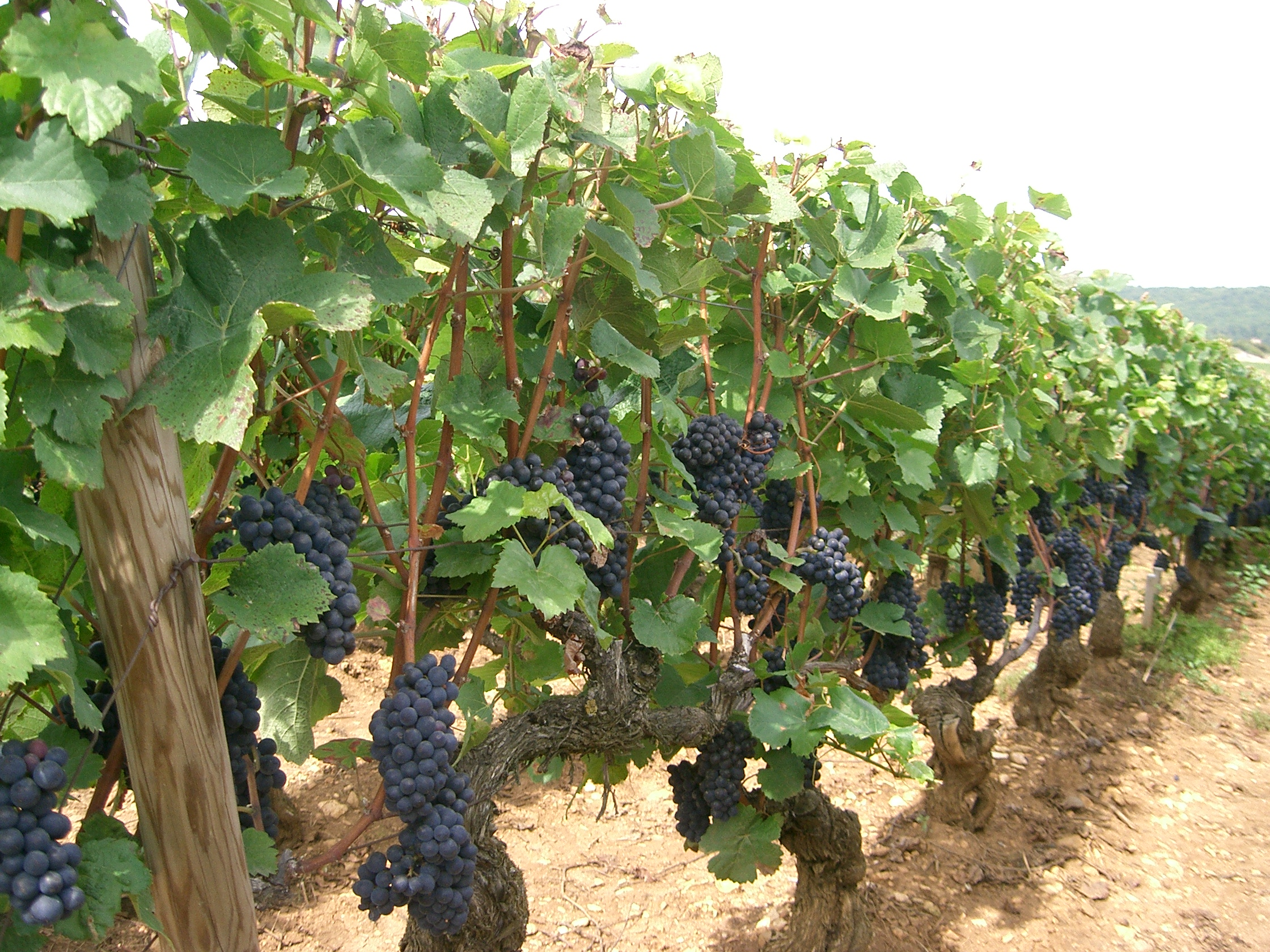
ブルゴーニュのサントネで栽培されているピノ・ノワールのブドウ

ピノ・ノワール栽培の本場はフランスのブルゴーニュ地方、とくにコート＝ドール県である。また、ピノ・ノワールはアルゼンチン、オーストラリア、オーストリア、ブルガリア、カナダ、チリ、クロアチア北部、チェコ共和国、ジョージア共和国、ドイツ、ギリシャ、イスラエル、イタリア、ハンガリー、コソボ、北マケドニア共和国、モルドバ、ニュージーランド、ルーマニア、セルビア、スロバキア、スロベニア、南アフリカ共和国、スイス、ウクライナ、アメリカ合衆国、ウルグアイでも栽培されている。アメリカ合衆国はピノ・ノワールの主要な生産国になりつつあり、最も評価の高いワインには、オレゴン州のウィラメット・ヴァレー AVA、カリフォルニア州ソノマ郡のロシアン・リヴァー・ヴァレー AVAやソノマ・コースト AVAなどのものがある。知名度は劣るが、メンドシーノ郡のアンダーソン・ヴァレー AVA セントラル・コーストのサンタルシア・ハイランズ AVA、サンタバーバラ郡のサンタ・マリア・ヴァレー AVAやサンタ・リタ・ヒルズ AVAなどもある。ニュージーランドでは、おもにマーティンボロ、マールボロ、ワイパラ、セントラル・オタゴで栽培されている。

### ブドウ

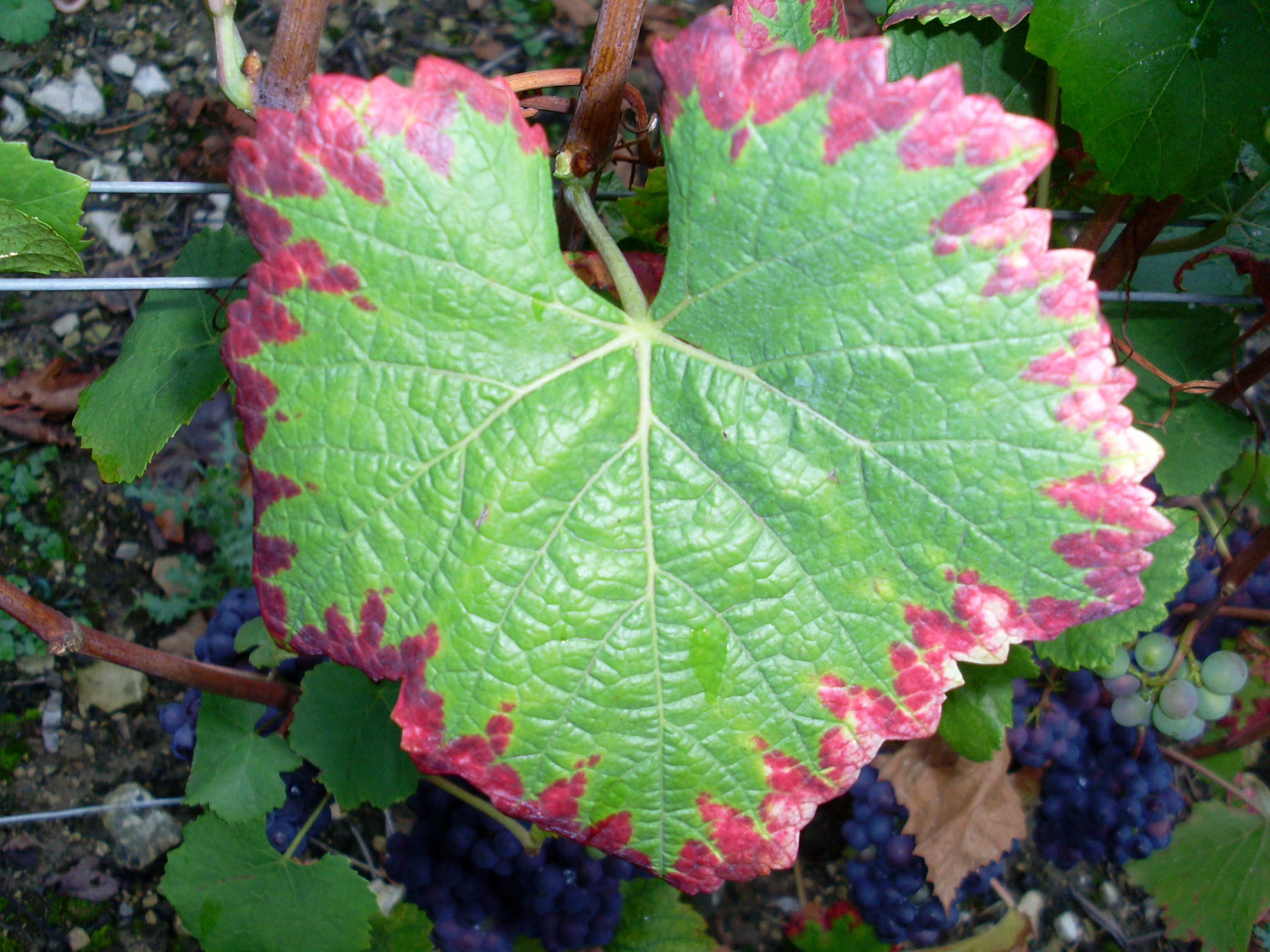
栄養の欠乏症状を示すピノ・ノワールの葉。縁がワインレッド色に変色している。

ピノ・ノワールの葉は、カベルネ・ソーヴィニヨンやシラーと比べ概して小さい。通常、これらの品種と比べてピノの樹体は病虫害や天候災害に弱い。果房は小さめで、松かさのような円錐に近い円筒形をしている。ブドウ栽培の歴史研究者のなかには、この形状の類似性からピノという名称が生まれたのではと考える者もいる (マツはラテン語でpinus、フランス語でpin) 。 畑での栽培過程においては、ピノ・ノワールは風や霜、収量制限 (質の高いワインを作るには収量を低く抑えなければならない) 、土壌のタイプや剪定の仕方に対して敏感である。発蕾時期が早いことから春の霜害を受けたり結実不良を起こしやすい。また、穏やかな気候と石灰質・粘土質の土壌を好む。醸造過程においては、発酵の手法や酵母の種類に対して敏感であるほか、テロワールが強く反映されるため、地域ごとに大きく異なったワインが生まれる。ピノ・ノワールは果皮が薄いため、日光や熱で傷みやすいほか、灰色かび病やそれに類する糸状菌の病気にかかりやすい。樹体自体がうどんこ病にかかりやすく、葉巻ウイルスやファンリーフ・ウイルスへの感染が、ブドウ樹の健康状態に大きな問題を起こしている。このブドウは栽培が難しいという評価は、こうした面倒さからきており、ジャンシス・ロビンソンはピノのことを「ブドウ樹のおてんば娘」 と呼び、アンドレ・チェリチェフは「神はカベルネ・ソーヴィニヨンをつくり、悪魔はピノ・ノワールをつくった」 と明言している。ピノ・ノワールは、苛酷な条件のブドウ畑に対し、カベルネ・ソーヴィニヨンやシラー、メルローやグルナッシュのような他の国際的に有名な品種よりもはるかに許容度が低いのである。

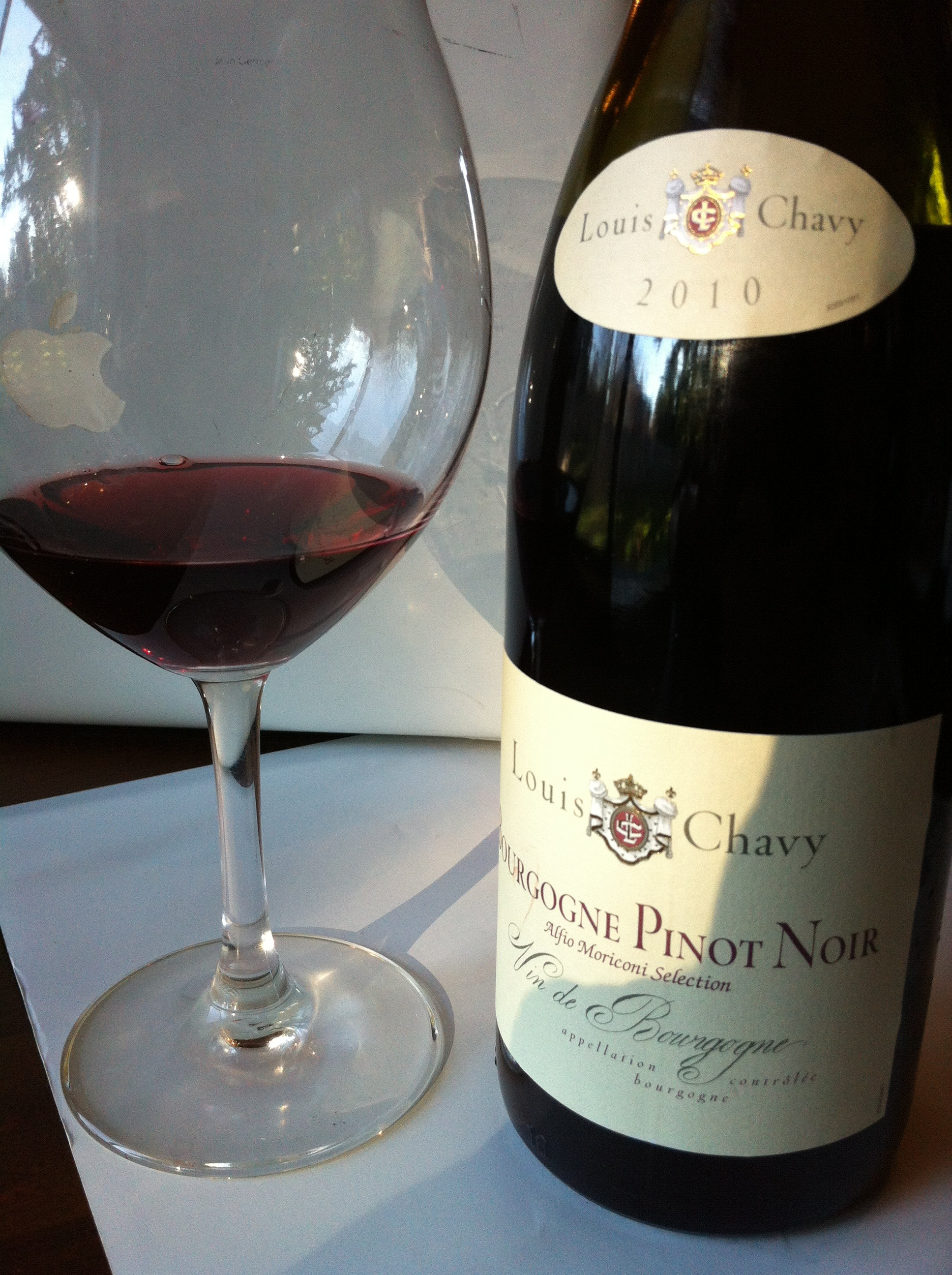
ブルゴーニュ産ピノ・ノワールのワイン

### ワイン
しかしながら、ピノ・ノワールのワインは世界中で最も人気のあるワインのひとつである。『ヴァニティ・フェア』誌のジョエル・フライシュマンは、ピノ・ノワールのワインを評して「ワインのなかで最もロマンティックであり、きわめて官能的な芳香、とてもゆったりとして魅惑的なエッジ (液体の縁の部分) 、そして非常に活き活きとした力強さをもつため、あたかも恋に落ちたかのように、体を流れる血は熱くなり、魂は恥ずかしいくらいに詩的な輝きを放つ」と述べている。マスター・ソムリエ (MS) のマデリーン・トリフォンはピノのことを「グラスの中のセックス」と呼んでいる。
ピノ・ノワールが生み出すアロマやブーケ、構成や印象は驚くほど幅が広く、テイスティングをする者を混乱させることも珍しくない。非常に大雑把なまとめ方をすれば、ピノ・ノワールは黒・赤両方 (もしくはどちらか) のチェリーやラズベリーを思わせるアロマをもち、それよりは弱いがスグリやその他多くの小さな赤・黒のベリーの果実も感じさせる、ライトボディからミディアムボディのワインになる傾向がある。年月を経るとジビエや甘草、秋の下草のようなブーケをまとうことが多い。伝統的なブルゴーニュの赤ワインは、その肉料理のようなブーケや「農家の庭」のようなブーケ (後者は時としてチオールなどの還元による臭いの特徴と関係があるとされる) で有名だが、流行の変化や近代的なワイン醸造技術の発達、栽培しやすい新クローンの登場は、ボディがもっと軽く、より果実味を全面に出した清澄なタイプにとって有利に働いている。
若いうちのワインの色はガーネットに例えられることが多く、しばしば他品種の赤ワインの色よりもはるかに淡い。これはまったく自然なことであってワイン醸造の不備によるものではない。というのも、ピノ・ノワールの果皮が含有するアントシアニン (色素) は他のほとんどの標準的な赤／黒ブドウ品種よりも少ないからである。カリステフィン、ペラルゴニジンの3-O-グルコシド、オレンジ色のアントシアニジンもまたピノ・ノワールの果皮にみられる。
だが、カリフォルニアやニュージーランドから始まり、見かけることが多くなってきたタイプは、色味がより暗く、果実味をもっと前に出した力強いワインで、濃度やエキス (抽出物) 、アルコール分においてシラーの赤ワインに (あるいはニューワールドのマルベックにすら) 寄っていく傾向がある。
ピノ・ノワールはシャンパーニュの製造にも (通常はシャルドネやピノ・ムニエとのブレンドで) 使用されており、世界のほとんどのワイン生産地域で発泡・非発泡両タイプのワイン用に栽培されている。通常の辛口赤ワイン用に栽培するピノ・ノワールは、他の多くの品種よりも概して収量や生長量を少なくするのに対し、 (シャンパーニュなどの) スパークリングワイン用に栽培する場合は、一般的に著しく収量を高くして収穫する。これに加えて、ピノ・ノワールはまれにロゼのスティルワイン (非発泡) 、ボジョレー・ヌーヴォーのようなタイプのワイン、はたまたヴァン・グリのような白ワインにも用いられることがある。

## 歴史・突然変異体・クローン
ピノ・ノワールが野生種のブドウ (Vitis sylvestris) から1世代か2世代しか離れていない、きわめて歴史の古い品種であることは、ほぼ間違いない。しかしながら、その起源は明らかになっていない。コルメラコルメラの著作『農事論』(De re rustica) のなかには、紀元1世紀のブルゴーニュにおけるピノ・ノワールと似たブドウ品種にかんする記述がある。 とはいえフィロキセラ禍以前の時代には、ブドウは北はベルギーまで自生していたので、ピノは (両性花をつけるようになった) 野生種を直接栽培ブドウにしたことを物語っていると考えられる。
ピノの名称が用いられる以前、この品種はモリヨン (Morillon) 、ノワリアン (Noirien) 、オーヴェルナ (Auvernat) などの旧称で呼ばれていた (同時にさまざまな綴りが存在した) 。モリヨンの名称が使用された最古の記録は1283年の法律文書だった。ノワリアンの名称もほぼ同時期に出現している。オーヴェルナの名称は前二者より少し遅れた1302年の法令に登場する。
現代の綴りであるピノ (Pinot) の名称が使われた最古の用例は1375年の記録で、ブルゴーニュ公フィリップ2世が現ベルギーのブルージュに「ルビー色のピノを6キュー1ポワンソン (約2,500リットル) 」送ったと記されている。また、1394年にシャルル6世によって出された告訴棄却の文書には、収穫の際にピノ・ノワールは他品種と混ざらないよう残しておくという命令に従わず、ブドウ畑の所有者に殴打された少年のことが記されている (少年は死亡) 。これ以外にも同時代の多くの記録から、中世においてピノ・ノワールがすでに最高品質のブドウ品種だと見なされていたことが窺える。

### 突然変異体

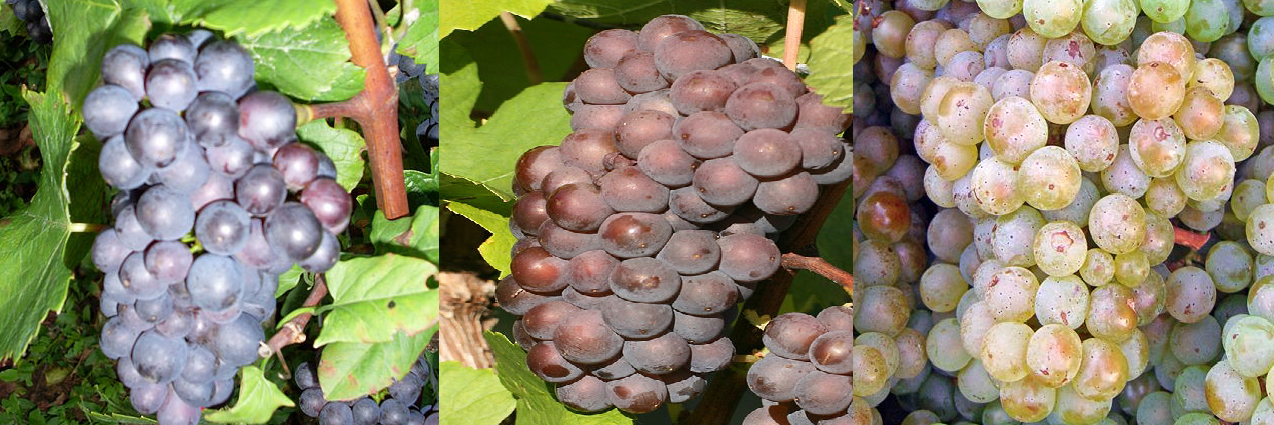
ピノ・グリ (中央) とピノ・ブラン (右) は、ピノ・ノワール (左) の果皮色が突然変異したものである。

フェルディナント・レグナーらは、 ピノ・ノワールはピノ・ムニエ (Pinot Meunier、別名シュヴァルツリースリング (Schwarzriesling) ) とトラミナー (Traminer) の交配種であると主張したが、その後この説は退けられている。むしろ明らかになったのは、ピノ・ムニエが (表皮細胞の) 突然変異を起こしたキメラであり、茎頂部や葉が産毛に覆われ、ブドウ樹がやや小ぶりで早熟になったのは変異の結果だということだった。ピノ・ムニエは 2つの組織層が異なる遺伝情報をもつキメラであるのだが、どちらの組織層も変異を含んでいることから、ピノ・ノワールとは別個の (また他の果皮色違いの品種 (フォルマ) とも別個の) 変異種となっている。ピノ・ムニエそれ自体はピノ・ノワールの親種であることはあり得ず、むしろ逆にピノ・グリを他のピノ (主としてブランもしくはノワール) から生み出したようなキメラ変異のほうが、ピノ・ムニエの出現に至る経路であった可能性が高いといえる。
ピノ・グリ (Pinot gris) はピノの果皮色変異体であり (ゆえにピノ・ノワール もしくはピノ・ブランからの突然変異により生まれうる) 、おそらくこれは果粒の色を司る遺伝子、VvMYBA1あるいはVvMYBA2のいずれかにおける体細胞の変異を表わしている。ピノ・ブランはさらなる変異体で、ピノ・グリやピノ・ノワールから自然発生することもあれば、ピノ・ブランからピノ・グリやピノ・ノワールが生まれることもある。したがってこの変異と先祖返りの経路は、双方向的なものである。ピノ・グリにせよピノ・ブランにせよ、おおよそのDNA型はピノ・ノワールのものと同一であり、他のピノ種であるピノ・ムール (Pinot mour) とピノ・タントゥリエ (Pinot teinturier) もまた、遺伝子的に似通った近親種である。 (果皮色に関係なく) ほとんどあらゆるピノは、他のどのピノからでも完全な突然変異体として、あるいはキメラとして発生しうる。ピノ・ノワールがさまざまのピノ種の根源となる本来のフォルマだとする説は、それ自体が誤解を招くうえにきわめて偏った見方でもあって、むしろピノ・ブランのほうが人の手によって最初に選ばれた元来のピノのフォルマだという可能性も存在するのである。とはいえ、この長い歴史をもつ遺伝的系列が遺伝子の変化を起こしやすいことをふまえると、ピノとは根底に共通の遺伝子組成をもったブドウ同士の近親的な集団  (クラスター) であると考えるのが、ほぼ間違いなく真実に最も近い。下位区分的に果皮色ごとに分けられた変種 (ブラン、ルージュ、ノワール、グリ、ヴィオレ、タントゥリエ、ムール等々) が発生するのは、この共通の遺伝子組成を軸としたものであり、そこからさらに驚くべき形態変化を起こしたキメラ変異体としてピノ・ムニエが、またピノ・ムニエからさらに変異を起こしたピノ・ムニエ・グリや、産毛がなくなりドイツでザムトロート (Samtrot、「赤いヴェルヴェット」の意) と呼ばれている変異体などが存在するのである。

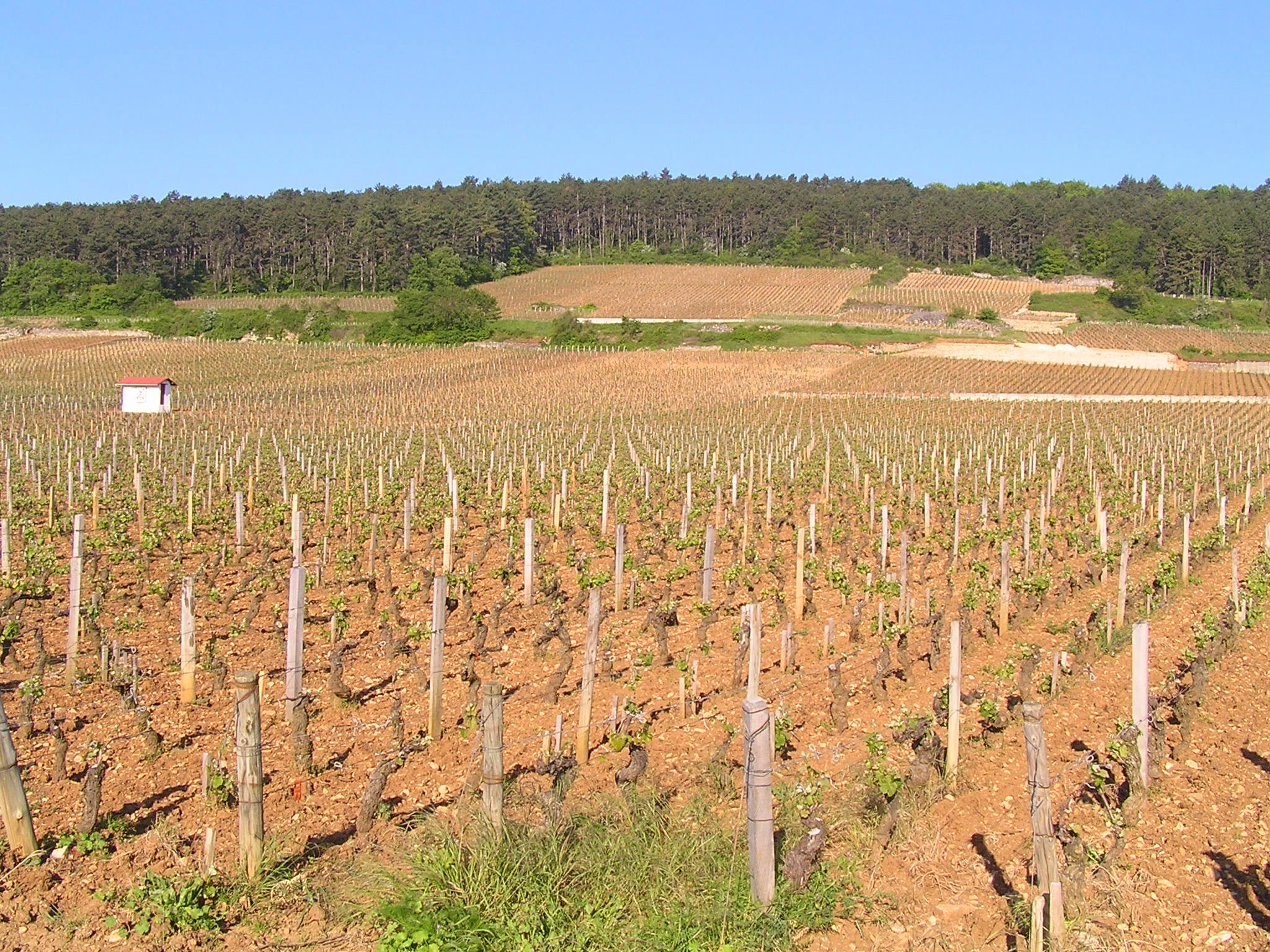
ブルゴーニュのコート・ドール県、ジュヴレ・シャンベルタンにあるクロ・ド・ベーズ (Clos de Bèze) で栽培される、ピノ・ノワールのブドウ樹

果皮色の白いピノ・ノワールの変異体は、1936年にブルゴーニュのアンリ・グージュが繁殖させ、現在クライヴ・コーツがピノ・グージュ (Pinot Gouges) と呼び、他の者がピノ・ミュジニー (Pinot Musigny) と呼ぶこのブドウは、2.5ヘクタールの栽培面積がある。しかしながら、ただ単にグージュのブドウ畑にあった元々のピノ・ノワールが自然と突然変異を起こしたにすぎず、これが (おそらくはかなり洗練された) ピノ・ブランとは別の品種であると考えるには、出版された証拠もなければ明白な理由もない。
イギリスでは、ピノ・ムニエの別名として「ルータム・ピノ (Wrotham Pinot) 」という名称が認められている。この名称は、イギリスのブドウ栽培の先駆者のひとりであるエドワード・ハイアムズが1950年代前半にケント州のルータムで発見したブドウ樹から来ている。このブドウ樹は、かつて長年のあいだグレートブリテン島内の建物の壁や庭園で広く植えられていた「ミラーズ・バーガンディ (Miller's Burgundy、「粉屋のブルゴーニュワイン」の意) 」だった可能性が非常に高い (実際、カリフォルニア大学デイヴィス校 (UCD) のデータベースおよびクーン研究所のブドウ国際品種目録では、ルータム・ピノもミラーズ・バーガンディもピノ・ムニエの別名として扱われている) 。ヴィクトリア期イギリスにおいてブドウ栽培にかんする定番の文献となった、アーチボルド・バロン (Archibald Barron) の『ブドウ樹およびブドウ栽培 (Vines and Vine Culture) 』では、「ミラーズ・バーガンディ」の項目に「サー・ジョゼフ・バンクスによって、グロスターシャーのトートワース (Tortworth) にある大昔のブドウ畑の跡地から発見された」と記されている (グロスターシャーは中世にブドウ園があったことで有名である) 。ハイアムズはこのブドウ樹を、オクステッドブドウ栽培研究所 (Oxted Viticultural Research Station) の前身となる施設を運営していたレイモンド・バリントン・ブロックのもとへ持ち込み、ブロックはそれを当時栽培していた多くの他品種とともにを試験にかけてみた。ルータム・ピノは、フランスから提供されたピノ・ムニエと比べて糖度が高く、2週間早く成熟するとブロックは述べている。ブロックは「ルータム・ピノ」の挿木を売り出し、この品種は20世紀後半イングランドで起きたブドウ栽培「リバイバル」初期のブドウ園において、かなりの人気となったが、ブロックによって提供された挿木を先祖とするブドウ樹が、現在のイギリス国内のブドウ畑に多数残っている可能性は低い。むしろ、現在イギリスに植栽されているピノ・ムニエのほぼ全てがフランスおよびドイツの育苗所から来たものであるにもかかわらず、依然としてルータム・ピノをその別名として使用することが (イギリス国内で使用する栽培者はいたとしてもごく少数だが) 法的に認められている、というのが実情である。

### クローン
ピノ・ノワールは著しく突然変異を起こしやすく (活発な転移因子をもつと思われる) 、また栽培の歴史が長いおかげで、世界各地のブドウ畑や採集コレクションに何百種類というクローンが存在する。フランスでは50種類以上のクローンが正式に認定されており、これと比べると、ピノ・ノワールよりもはるかに広範な地域で栽培されているカベルネ・ソーヴィニヨンでさえ25種類しかない。 フランスの国立ブドウ栽培技術開発機関 (ENTAV) は、最も優秀なピノのクローンを選定する計画を立ち上げた。この計画によって、栽培者に提供可能な上質なクローンの数を増やすことに成功している。ニューワールド、とくにアメリカのオレゴン州では、きわめて質の高いワインが (UCD経由で広められた) ヴェーデンスヴィル・クローン (Wädenswil、FPS 01Aおよび02A) とポマール・クローン (Pommard、FPS 04) から作られ続けている。
ガメイ・ボジョレー (Gamay Beaujolais) は、UCDにあった縦長に生長するピノ・ノワールのクローン (ピノ・ドロワ (Pinot droit) ) に対してつけられた誤称である。たいがいの株はカリフォルニア州に植えられたが、ニュージーランドにも定着した。ニュージーランドでは、開花時期の環境が涼しいと結実が悪くなる性質が、問題となることがある。「ガメイ・ボジョレー」はポール・マッソンがカリフォルニアに持ち込んだものだとする説がある。だが、この品種は1950年以前にハロルド・オルモがUCDのためにフランスで採取したものである。当初はフランスのボジョレーで栽培されていたガメイと同品種であるという認識から、「ガメイ・ボジョレー」の表記でワインが市場に出回るようになった。UCDの研究者は1960年代後半になってピノ・ノワールのクローンであることを正式に認めたものの、アルコール・タバコ・火器及び爆発物取締局 (ATF) およびその前身機関は、市場における誤認識の状態を容認し、問題の解決を先延ばしにしていた。2007年以降「ガメイ・ボジョレー」のラベル表記は禁止されている。この縦長の「ピノ・ドロワ」のクローンは、通常は (開花時期に温暖から暑めの環境にあれば) きわめて収量が多く、ブルゴーニュでは、より下位にあたるヴィラージュ表記のアペラシオンやアペラシオン無しのブドウ畑において、 (収量のきわめて多い) ピノ・ドロワをいまだに広く使用していると伝えられている。したがってフランスではピノ・ドロワは、「ピノ・ファン (Pinot fin) 」や「ピノ・トルデュ (Pinot tordu) 」といった斜め/横這いに生長する伝統的なピノのクローン系列種と比べて、著しく劣る派生型であると (きわめて強い確信をもって) 見なされている。ただしアメリカ合衆国をはじめニューワールドでは比較的良好な適応を示し (カリフォルニア州ではUCD18、オーストラリアではUCD 20、オレゴン州やニュージーランドではUCD 22のクローン) 、スティルワインのブレンド用もしくはスパークリングワイン用に栽培されることが多い。
ピノ・ノワール・プレコス (フリューブルグンダー) は、早熟タイプになったピノ・ノワールの一品種 (フォルマ) である。ピノ系列種全体でみると、通常の気候条件下での成熟期のばらつきは、 (プレコスなどの) 一番早い部類のクローンから一番遅い部類のものまで4週間も、ことによると6週間も開きがある。ウイルスに感染したり収量過剰になったりすると、ピノ・ノワールの成熟時期は著しく遅くなる。
たまにグジェ・ノワールがピノ・ノワールのクローン種であると混同されることがあるが、DNA型鑑定によって別々の品種であることが確認されている。

### ゲノム解析
2007年8月、研究者たちの共同事業によってピノ・ノワールのゲノム配列が発表された。これは果菜類のなかでは初めてのことであり、被子植物のなかではまだ4例目のことであった。

## 交雑・交配

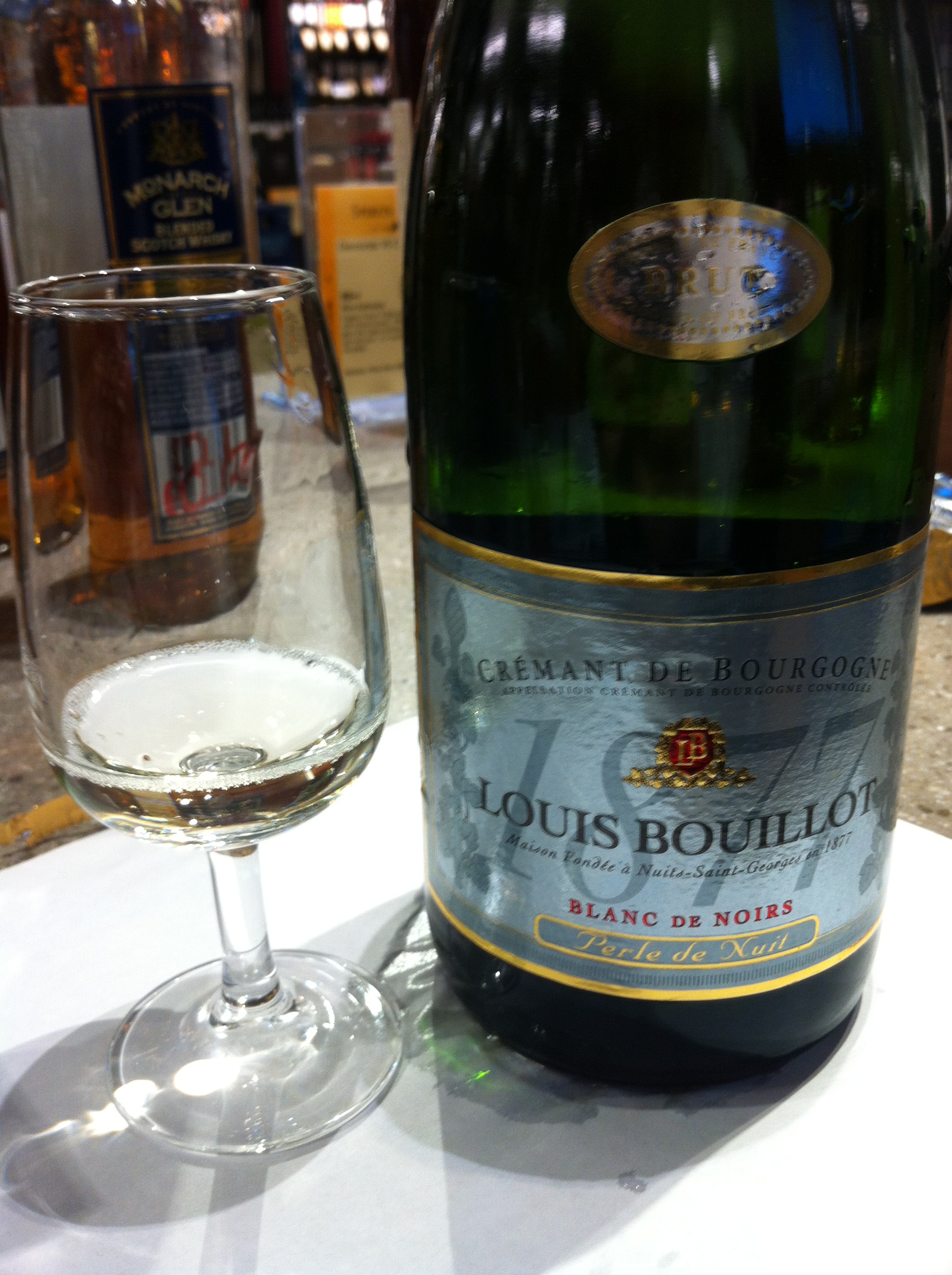
ピノ・ノワールとガメイから作られた、クレマン・ド・ブルゴーニュ 、ブラン・ド・ノワール (黒ブドウを使用した白のスパークリングワイン)

中世において、フランス北東部の貴族や教会は、好条件の畑区画で何らかのピノの品種 (フォルマ) を栽培し、それに対して農民は、ピノよりはるかに収量が多い点を除けば明らかに質の劣るグエ・ブランを栽培していた。こうした近接状態から他家受粉が発生したと思われるが、ピノとグエの遺伝子的な遠さが雑種強勢 (ヘテローシス) をもたらし、この交雑から多種多様なブドウ栽培品種が選択・淘汰されてきたのかもしれない (それでもなお、人為的な介入の結果でもあったという可能性は残る) 。それらがどのような過程であったにせよ、ピノとグエの交雑から生まれた品種としては、シャルドネ、アリゴテ、オーセロワ、ガメイ、ムロン・ド・ブルゴーニュのほか11種が確認されている。ピノ・「ノワール」は必ずしも上記の「ピノ」に含まれているとはかぎらない。というのも、どのピノ系列種でも、これらのグエとの交雑から生まれた品種にとって遺伝子的には親種となることが可能だからである。
1925年に南アフリカでピノ・ノワールとサンソー (現地では「エルミタージュ (Hermitage) 」という誤称で知られていた) の交配が行なわれ、ピノタージュ (Pinotage) という名の固有種が生まれた。

## 栽培地域

### アルゼンチン
緯度が低めで日光の強いアルゼンチンのブドウ栽培地域は、繊細なピノ・ノワールの栽培には不利であるが、パタゴニア地域のリオ・ネグロ州では、やや濃醇で土質系のアロマが強いものの、洗練されたピノ・ノワールのワインが登場している (ボデガ・チャクラなど) 。このブドウの栽培は21世紀に急増しており、2000年の栽培面積は1047ヘクタール、2008年は1509ヘクタールであったのに対し、2017年の栽培面積は2045ヘクタールで、全ブドウ品種のうち0.9%を占めていた。栽培の最も盛んなのはメンドーサ州で、ネウケン州がそれに続く。

### オーストラリア
ピノ・ノワールはオーストラリアの複数のワイン生産地域で栽培されている。なかでもニューサウスウェールズ州のキャンベラ・ディストリクト、ビクトリア州のヤラ・ヴァレー、ジーロング、ギプスランド南部、サンベリー、マセドン・レンジズ、モーニングトン半島、南オーストラリア州のアデレード・ヒルズ、西オーストラリア州のグレートサザン地域、タスマニア州全地域などが有名である。
- ニューサウスウェールズ州の国際的にも有名なハンター・ヴァレーは、高温多湿でピノ・ノワール栽培には向かなかった。20世紀末からより冷涼な高所を開拓する動きが加速した[40][41]。首都キャンベラより北方のキャンベラ・ディストリクトで栽培される多様な品種のうち、ピノ・ノワールは冷涼というより寒冷な (霜害のリスクのある) 標高の一番高い畑で栽培されており、極めて繊細なニュアンスをもつワインを生み出すことができる[41]。
- ビクトリア州においてピノ・ノワールの栽培が目立つのは、標高の高い北東部 (ノースイースト・ビクトリア) および中央部 (セントラル・ビクトリア) の一部と、ポート・フィリップ湾を囲むポート・フィリップ地方、広大なギプスランド地方の南部である。北東部のキング・ヴァレーや中央部のストラスボーギ・レンジズでは、ピノ・ノワールはスパークリングワイン用に栽培されている[42]。ポート・フィリップのほとんどの地域 (ヤラ・ヴァレー、モーニングトン半島、ジーロング、サンベリー、マセドン・レンジズ) では、ピノ・ノワールが赤ワイン用ブドウの主力である[43]。特にモーニングトン半島においてピノ・ノワールのワインは代名詞的存在であり、ヤラ・ヴァレーにおけるピノ・ノワールの栽培面積が全体の25%以下であるのに対し、モーニングトンの場合は約半分を占めている。また、生産構造もブルゴーニュ的で、契約生産ではなく自家栽培の小規模ワイナリーが集まっている。モーニングトンのピノ・ノワールワインは、酸味と透明感のはっきりとした構成をもち、余分なボディをもたないという特徴がある[44]。ギプスランドのピノ・ノワールの代表的な生産者としては、ウィリアム・ダウニーやバス・フィリップ・ワインズが挙げられる[43]。
- 南オーストラリア州はオーストラリア最大のワイン生産州であるが、ピノ・ノワールが主要な黒ブドウ品種となっている地域は、アデレード近郊のアデレード・ヒルズくらいである。そのアデレード・ヒルズでも、ピノ・ノワールは赤ワイン用というよりもむしろシャルドネとともにスパークリングワイン用のブドウとして栽培されている[45]。
- グレートサザン地域は西オーストラリア州の最南端に位置するため、他の地域に比べ冷涼で降水量が多く、海岸沿いの小区域であるデンマークとアルバニーは早熟のピノ・ノワールとシャルドネに適しているとされ、栽培が盛んである。やや内陸側で標高の高い小区域のポロングラップはリースリングが主要品種だが、ピノ・ノワール やシャルドネも人気になりつつある[46]。
- 高緯度による冷涼さが魅力のタスマニア島では、ピノ・ノワールとシャルドネがスパークリングワイン用に栽培され、大手ワイン会社にベースワインを供給している。ただし降水量が少なく山地に守られた南東側沿岸地域 (イーストコースト、ヒュオン・ヴァレー、ダーウェント・ヴァレー、コール・リヴァーなど) は高品質なピノ・ノワールのスティル (非発泡) ワインを生み出している[47]。

### オーストリア
オーストリアでは、ピノ・ノワールは通常ブラウブルグンダー (Blauburgunder) と呼ばれている。2015年の時点でブラウブルグンダーの栽培面積は616ヘクタール、国内総栽培面積の1.3%を占めている。21世紀に入ってから重要性が高まり、1999年から2009年までの10年間で栽培面積は58.6%増加した。主な栽培地域はブルゲンラント州のノイジードラーゼー (ノイジードル湖東岸) やニーダーエスターライヒ州のテルメンレギオン (ウィーンの南側の丘陵地) などである。そのほかのワイン生産地域でも、小さな割合であればブレンド用にブラウブルグンダーが使用されることがあり、たとえばノイジードル湖西岸のライタベルク DACの場合、赤ワインはブラウフレンキッシュを主体とするが、ブラウブルグンダーも最大15%まで使用が認められている。

### カナダ
ピノ・ノワールはオンタリオ州、ブリティッシュコロンビア州、ノヴァスコシア州、ケベック州などで栽培されている。
- カナダのワイン用ブドウ畑の総面積のうち、半分以上をオンタリオ州が占め、そのほとんどは国内最大のワイン生産地域であるナイアガラ半島に集中している。同地域は気候的にブルゴーニュに似通っていることから、シャルドネやピノ・ノワールの栽培も盛んで、個人生産者の手により国際的な注目を受けるほどの秀逸なワインが生まれている。オンタリオ湖北岸に位置し、最も新しい特定栽培地域 (DVA) であるプリンス・エドワード郡は、冬期の冷え込みからブドウ樹を守る必要があるものの、浅い石灰質土壌はピノ・ノワール栽培に最適であり、カナダのワイン生産地域で最も発展が著しい[53][54]。
- ブリティッシュコロンビア州にある5つのワイン生産地域のうち、海に近い3つ (フレーザー・ヴァレー、バンクーバー・アイランド、ガルフ・アイランド) は規模こそ小さいが、冷涼な海洋性の気候のため、早熟なピノ・ノワールが赤ワイン用ブドウ品種の主流になっている[55]。同州最大規模のワイン生産地域であるオカナガン・ヴァレーは、内陸性の気候で、南側の地区 (および付近にあるシミルカミーン・ヴァレー) ではメルローやカベルネ・ソーヴィニョンなどボルドーの赤ワイン用ブドウの栽培が盛んであるが、オカナガン湖岸からスカハ湖にかけての地区では、おもにピノ・ノワールが赤ワイン用ブドウ品種として栽培されている[56]。
- 土壌品質には恵まれているものの冬の厳しい寒さと生育期間の短さのため、ノヴァスコシアでのブドウ栽培はラブルスカ種 (アメリカブドウ) とヴィニフェラ種 (ヨーロッパブドウ) の交配種が中心であるが、最も気候の温暖なアナポリス・ヴァレー (ブロミドン・エステート・ワイナリーなど) やガスパロー・ヴァレー (ベンジャミン・ブリッジなど) では、シャルドネやピノ・ノワールといったヴィニフェラ種も栽培されている[57]。ただしここでのピノ・ノワール栽培は、 (イングランドの場合と同じく) スパークリングワインの材料となることを意図したものである[58][59]。
- ケベック州の気候は寒冷であるため、ワイン生産の規模は小さく、栽培されるブドウも冬に強い交配種が中心であるが、一部の生産者 (ドメーヌ・レ・ブロームやヴィニョーブル・カローヌなど) はピノ・ノワールの栽培に挑戦し、ある程度成功している[59]。

### チリ

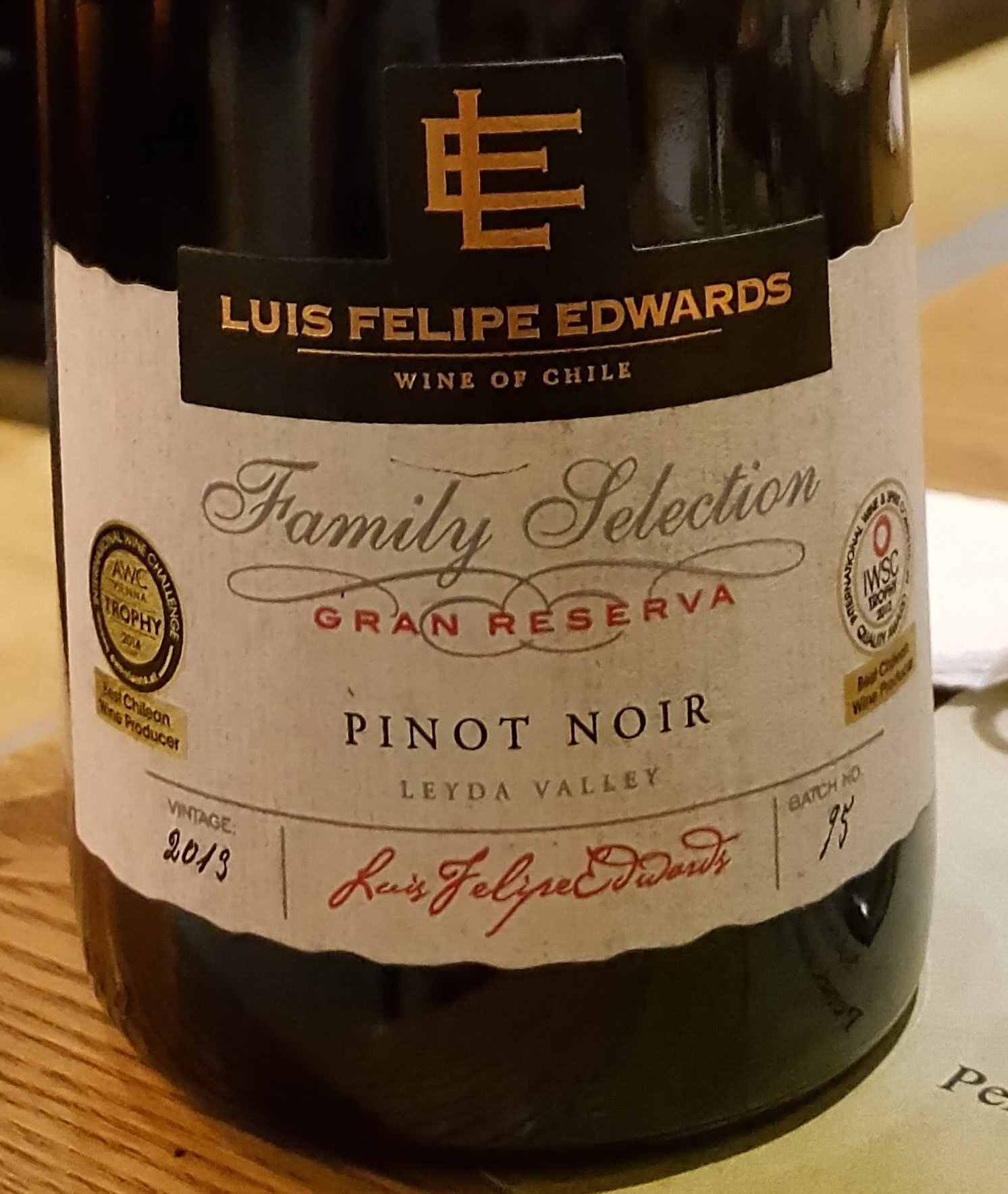
チリのレイダ・ヴァレー産ピノ・ノワール のワイン

チリ国内でピノ・ノワール栽培がおもに行なわれているのは、国際的に知名度の高いセントラル・ヴァレーではなく、その北のワイン地区、アコンカグアにおいてである。特に海側に位置するカサブランカ・ヴァレー、サンアントニオ・ヴァレー、レイダ・ヴァレーの下位区分地区は、さまざまなボデガや大手ワイン会社にピノ・ノワール、シャルドネ、ソーヴィニョン・ブランを供給している。また、さらに北のリマリでも海岸寄りの畑でピノ・ノワールが栽培され、品質を上げてきている。

### イギリス
イングランド南部の諸州には小規模のブドウ畑が多数点在し、食品基準局ワイン部門 (FSA Wine Standards Branch) の統計では2018年時点で総面積が2328ヘクタールとされているが、シャンパーニュ方式のスパークリングワインに用いるブドウ品種であるシャルドネとピノ・ノワール (およびピノ・ムニエ) の栽培面積は急速に拡大しており (全体の63%) 、ピノ・ノワールは全品種のなかでもシャルドネに次ぐ第2位の栽培面積 (618ヘクタール) を占める。ただし、マスター・オブ・ワインのスティーヴン・スケルトンの推計によると、2019年時点ではスパークリングワイン用品種の50-55%はまだ商業的生産の段階に達していないとされる。イギリスのライトボディの赤ワインおよびロゼワインは、おもにピノ・ノワールとピノ・ムニエから作られている。 
ピノ・ノワールはイギリスで最初期に栽培されたブドウ品種のひとつで、オクステッドブドウ栽培研究所のレイモンド・ブロックが栽培を試みたものの、ヨーロッパ大陸での栽培例よりも成熟がかなり遅く、満足のいく成果は得られなかったと1961年に報告している。ただし、この失敗の要因としては、畑の標高が高く冷涼すぎたことと、 (スパークリングではなく) 赤ワイン生産を意図していたことが挙げられる。当時のイングランドは多くの生産者が考えるほどピノ・ノワール栽培に適した環境ではなかったが、その後の50年間でクローンおよび農薬の改良、スパークリングワイン生産への転換、気候変動の影響を受け、以前よりもピノ・ノワールを栽培しやすい条件が揃ってきている。それでもより温暖な地域のような「本格的な」赤ワインの生産にはほど遠く、素朴な赤い果実のブーケとオーク樽のニュアンス、爽やかな果実味をもった色味の薄い「チャーミングな」赤ワインになりがちである。
イギリスでのピノ・ノワール栽培が本格化した当初、成熟の早いクローンを求めた栽培家はフリューブルグンダー (ピノ・ノワール・プレコス) を入手したのだが、彼らはそれを通常のピノ・ノワールのクローンだと誤認した。フリューブルグンダーを使用したワインに「アーリー・ピノ・ノワール (Early Pinot Noir) 」のラベル表記が用いられるようになると、食品基準局ワイン部門からの指摘によりこの表記は禁止され、「ピノ・ノワール・プレコス」の表記が認められた。また、栽培家は誤認の事実を認めたうえでフリューブルグンダーの畑として再登録することを余儀なくされた。

### フランス

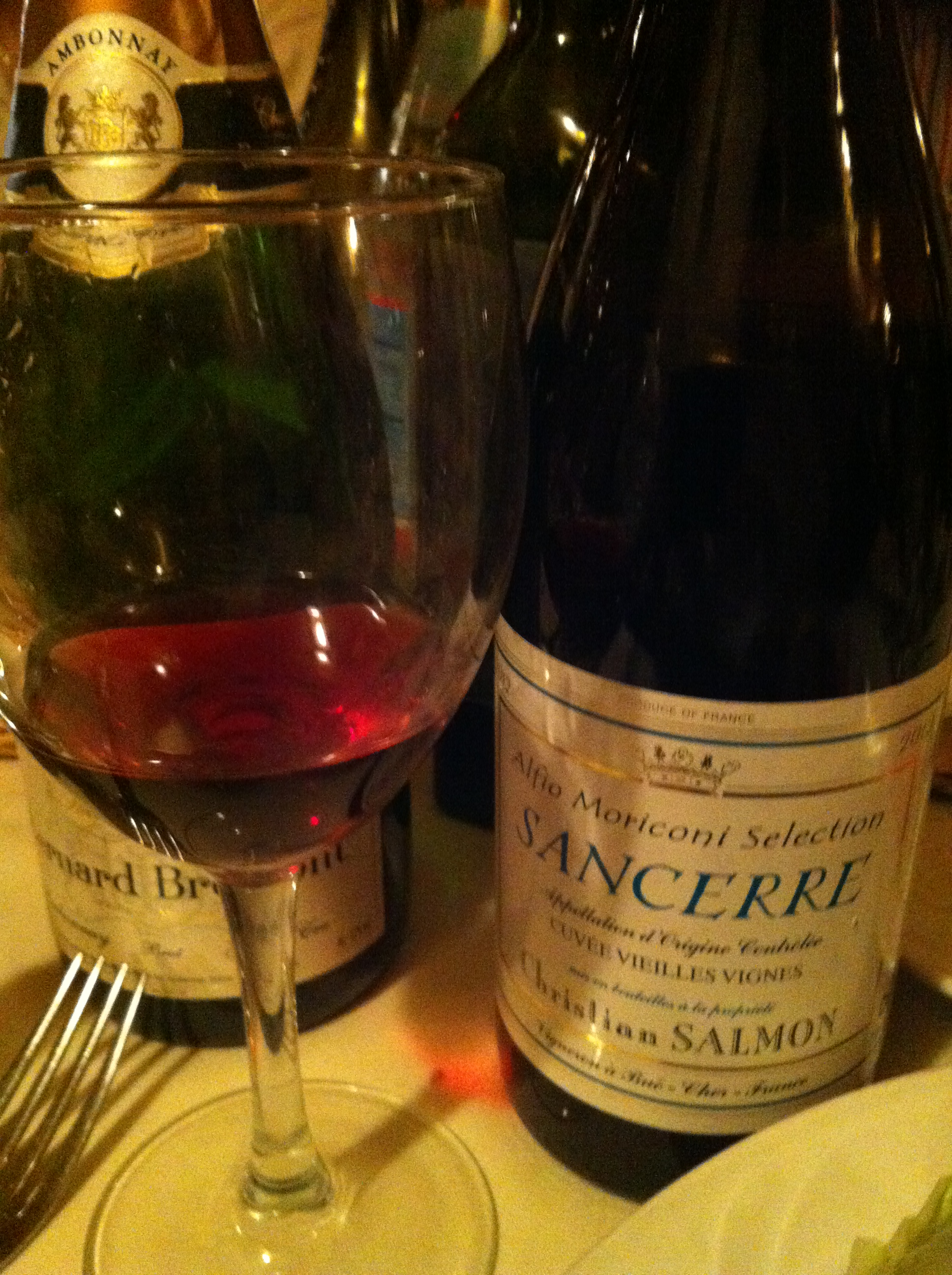
ロワール川流域のサンセール産ピノ・ノワールの赤ワイン

#### ブルゴーニュ
ピノ・ノワールはフランスのAOC ブルゴーニュを有名にし、またブルゴーニュによって有名になった。ジョン・ウィンスロップ・ヘイガーやロジェ・ディオンなどのワイン史家は、ピノとブルゴーニュを結びつけたのは、明らかにブルゴーニュ公となったヴァロア家による戦略だったと考えている。ロジェ・ディオンは、ピノ・ノワールの普及においてフィリップ2世の果たした役割を扱ったみずからの論文のなかで、ボーヌのワインが「世界一優れている」とする評判はヴァロア＝ブルゴーニュ家によるプロパガンダの勝利だったと主張した。いずれにせよ、全世界のピノ・ノワール種の大元となったのはブルゴーニュで栽培されていたものであり、ピノ種は遅くとも紀元4世紀にはブルゴーニュに存在していたことが証明されている。
ブルゴーニュのピノ・ノワールが生み出すワインは、小規模なブドウ畑それぞれのテロワールの違いを反映する極限の媒体となっている。一般的には、ピノ・ノワールのワインは若いうちはチェリーやラズベリーのほかさまざまな果実の風味を帯びるが、ブルゴーニュの場合には秋の森を思わせる (キノコや湿った土など) 果実以外の風味のほうが明白に強くなることがある。良い収穫年のものにかぎっては長期の熟成に向いており、基底に甘味を保ちながらも腐葉土やトリュフなどのキノコのニュアンスをさらに増していく。ワインの銘柄の多くは少量生産である。2012年時点でブルゴーニュにおけるピノ・ノワールの栽培面積は10,691ヘクタールであり、そのうちコート・ド・ニュイ地区やコート・ド・ボーヌ地区を含むコート＝ドール県が6,579ヘクタール、コート・シャロネーズ地区やマコネー地区を含むソーヌ＝エ＝ロワール県が3,200ヘクタールを占め、ブルゴーニュで最も優れたワインのほとんどはこの一帯で生産されている。

#### シャンパーニュ
シャンパーニュでは、ピノ・ノワールはシャルドネおよびピノ・ムニエとともにブレンドされる。ピノ・ノワール単体で作られるものもあり、その場合はブラン・ド・ノワール (blanc de noirs) と表記される (ピノ・ムニエの場合も同様) 。シャンパーニュのアペラシオンは、フランス国内の他のどの地域よりもピノ・ノワールの栽培面積が広い (2010年の統計では12,900ヘクタール) 。シャンパーニュ全体でみても、ピノ・ノワールのブドウ畑は39%を占め、ピノ・ムニエを抜いて最大である。
ランス市南郊のモンターニュ・ド・ランスと呼ばれる標高300メートル未満の「山」の斜面には、グラン・クリュおよびプルミエ・クリュのブドウ畑が並んでおり、ピノ・ノワールが主要な品種となっている (北側斜面のヴェルズネーおよびヴェルジー、南側斜面のブージーおよびアイなど) 。また、東西に走るマルヌ川北岸の南側斜面ヴァレ・ド・ラ・マルヌでも、ピノ・ノワールは主要な品種である。
ブージーの村では少量ながら赤ワインも生産されており、ロゼタイプのシャンパーニュに用いるベースワインとしての重要性が認識されつつある。ライトボディの赤のスティル (非発泡) ワインは、AOC シャンプノワーズの名で売られている。

#### その他の地域
アルザスにおいてピノ・ノワールは唯一の赤ワイン用ブドウ品種であり、栽培面積は増加しつつある (2012年の時点で同地域全体の10%近く) 。ピノ・ノワールはAOC アルザス・グラン・クリュの指定品種に含まれていないが、グラン・クリュに認められた生産者にもピノ・ノワールのワインで有名なものがある (たとえばバ＝ラン県ヴァンゲン付近のシュタインクロッツ) 。ワインのタイプは、酸味が強く色が濃い伝統的なロゼから、収量を落としたブドウを使い樽で熟成させた濃紅色のものまで幅広い。気候変動の影響で夏の気温が上昇し、色味も風味も以前より深くなっている。伝統的なタイプの典型例は、バ＝ラン県のルージュ・ドットロット (Rouge d'Ottrott) やルージュ・ド・バール (Rouge de Barr) である。
ジュラ県においては、黒ブドウの主要品種は土着品種のプールサールだが、ピノ・ノワールも中世の時代から栽培されている。赤ワインのブレンドやの発泡タイプのクレマン (白・ロゼ) のブレンドに用いられる。シャトー＝シャロンの西にあるアルレやロン＝ル＝ソニエの南側は、優れたピノ・ノワールを生み出す傾向にある。
ロワール川上流域のサンセールは、1970年代以降ソーヴィニョン・ブランの白ワインで有名になったが、それまでは赤ワインも生産しており、現在でもピノ・ノワールから作られた (ブルゴーニュのものよりボディの軽い) 赤ワインおよびロゼワインが、それぞれ全体の生産量の10%および6%を占めている。ただし十分な果実味をもたせるためには、好天候の年と非常に高水準の醸造技術が要求される。

### ドイツ

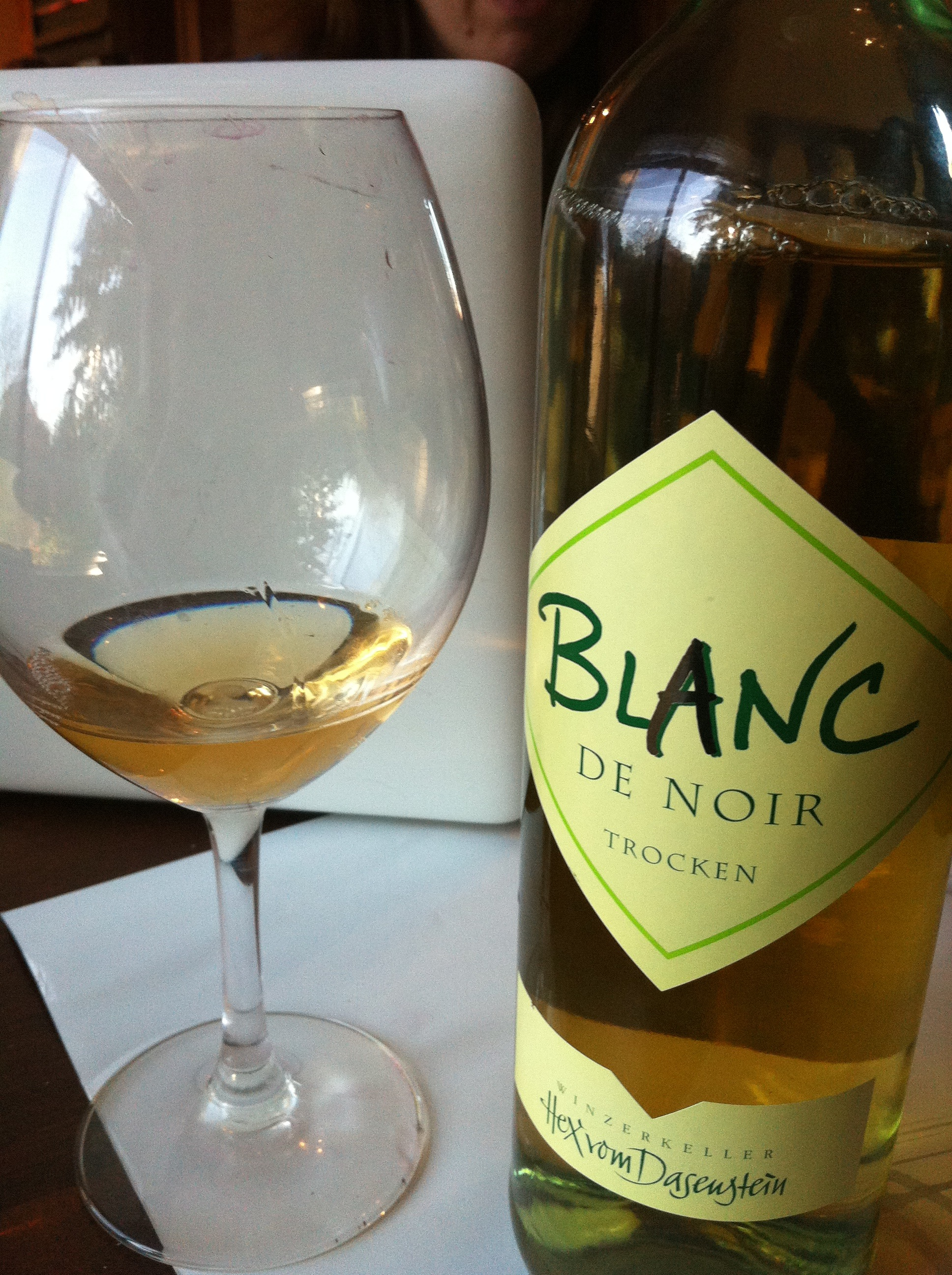
バーデンのワイン生産地域で作られた、ドイツ産のブラン・ド・ノワール。黒ブドウのピノ・ノワール種でできており、収穫してすぐに圧搾し、白ワインにしたもの。

ドイツでは、ピノ・ノワールはシュペートブルグンダー (Spätburgunder) と呼ばれており、現在ではもっとも広範に栽培されている黒ブドウ品種となっている。長年ドイツのピノ・ノワールから作られるワインは色味が淡く、アルザスの赤ワインのようなロゼっぽいものが多かった。これは収量過剰や真菌感染がおもな要因となっていた。しかし近年においては、北方の気候にもかかわらず、バーデンやプファルツ、アールといった地域において従来よりも色味が濃く厚みのある赤ワインが生産されるようになってきており、小樽で熟成させたものも多い。こうしたワインは輸出されることはほとんどなく、ドイツ国内でも高価な場合が多い。ドイツのピノ・ノワールのワインは「レニッシュ (Rhenish) 」の名で、名高いワインとしてシェイクスピアの戯曲 (『ハムレット』および『ヴェニスの商人』) において数回言及されている。
- ドイツではかなり北に位置するアールでは、昔からシュペートブルグンダーが栽培されていたが、1980年代までは安価で薄い、甘口の赤ワインが多かった。1980年代に辛口の上質なワイン生産に転換を試みる生産者が現れ、ブルゴーニュのクローンの導入や収量の抑制、樽での熟成などが行なわれるようになった。2011年の時点でシュペートブルグンダーは栽培面積の62%を占め、早熟型のフリューブルグンダー (ピノ・ノワール・プレコス)は6.5%を占めていた[80]。
- ラインガウはリースリングの白ワインで名高いが、現在では全ブドウ畑の12%はシュペートブルグンダーが占めている[81]。
- ラインヘッセンは栽培されている品種の多様さが特徴であり、黒ブドウもドルンフェルダーやポルトギーザー、シュペートブルグンダーなど数種類が栽培されている (シュペートブルグンダーの栽培面積は4-9%) 。なかでもシュペートブルグンダーの品質は急上昇している[82]。
- プファルツで最も多く栽培されているのはリースリングだが、赤ワインの生産は近年盛んになっており、2010年には生産量の約40%にまで達した。シュペートブルグンダーと他のピノ種 (ヴァイスブルグンダーとグラウブルグンダー) は、木樽で熟成させたものに重点が置かれている[83]。
- バーデンとヴュルテンベルクはアールに次いで赤ワイン用ブドウ品種の栽培が盛んで、なかでもバーデンでは高級赤ワイン用にシュペートブルグンダーが栽培されている。協同組合方式の生産構造も健在だが、ブルゴーニュのスタイルを導入したワイン生産が近年注目を集めている。シュペートブルグンダーのワイン生産が最も盛んなのはフライブルクの北西にあるカイザーシュトゥール地区とトゥーニベルク地区で、その東側にあるブライスガウ地区は最高品質のシュペートブルグンダーを栽培している。歴史の古さではバーデン・バーデンの南に位置するオルテナウ地区が有名である[84]。

### イタリア
イタリアではピノ・ノワールはピノ・ネロ (Pinot nero) の名で知られており、伝統的に北部のヴェネト州、フリウリ＝ヴェネツィア・ジュリア州、トレンティーノ＝アルト・アディジェ州、ロンバルディア州 (フランチャコルタやオルトレポ・パヴェーゼ) 、ピエモンテ州、ヴァッレ・ダオスタ州で栽培されてきた。エミリア＝ロマーニャ州やトスカーナ州でも栽培例がみられる。2010年の統計調査では、ピノ・ネロの国内総栽培面積は5046ヘクタールだった。そのうち大部分はパヴィア県に集中しており、フランチャコルタを含むブレシア県は388ヘクタール、トレンティーノ＝アルト・アディジェ州は595ヘクタールであった。
トレンティーノ＝アルト・アディジェ州のD.O.C.
アルト・アディジェ (南チロル) では、1838年に「チロル・フォアアールベルク農業協会ボーツェン支部」のワイン購入リストに初めてこの品種が「ブルゴーニュ・ノワール」の名で登場し、その後オーストリアと同様に「ブラウブルグンダー」と呼ばれるようになった。初の分析的な記述は、1894年のエドムント・マッハ (サン・ミケーレ・アッラーディジェ農業研究所の創設者) によるものである (「フリードリヒ・ボスカロッリ - ラメッツ/メラーン - ラメッツァー・ブルグンダー1890年、ノイシュティフト修道院 - ブラウブルグンダー1890年、R・フォン・ブレッセンドルフ - フェアナウン/メラーン - ブルグンダー1890年、Fr. チュルチェンターラー - ボーツェン - ブルグンダー1890年と1891年」などの記述)。マグレのアロイス・ラゲーデル (Alois Lageder) は、イタリア国内でもっとも繊細で洗練されたピノ・ネロの造り手と評されている。
- アルト・アディジェ DOC - ピノ・ネロのセパージュワイン (ロッソ、ロザート、スプマンテ) の場合は、ピノ・ネロを85%以上使用しなければならない。スプマンテ・ロゼの場合は、ピノ・ネロを20%以上、シャルドネとピノ・ビアンコを合わせて最大80%使用する。これら以外に、下位区分地区のヴァッレ・イザルコ (Valle Isarco) ではクラウスナー・ライタハー (Klausner Laitacher) という赤ワインが生産されており、ラグレイン、ピノ・ネロ、ブラウアー・ポルトギーザー (ポルトゲーゼ) 、スキアーヴァをブレンドに使用する (比率の指定なし) [87][88]。
- トレンティーノ DOC - ピノ・ネロのセパージュワイン (ピノ・ネロを85%以上使用) が存在し、リゼルヴァ (熟成期間24か月以上) やスペリオール (1ヘクタールあたりの収穫量8トン以下、熟成期間22か月以上) もある[89]。
- トレント DOC - トレンティーノ DOCと同一地域だが、こちらはスパークリングワインのみ。スプマンテ各種 (白、ロゼ、ミッレジマート、リゼルヴァ) にピノ・ネロが使用されることがある (使用比率は自由) [90]。
- ヴァルダディジェ/エッチェターラー DOC - ロッソおよびロザートの場合、スキアーヴァとランブルスコ・ア・フォーリア・フラスタリアータ (現地名エナンティオ (Enantio) ) から単一もしくは両方の品種で50%以上使用し、メルロー、ピノ・ネロ、ラグレイン、テロルデゴ、カベルネ・ソーヴィニヨン、カベルネ・フランのなかから単一もしくは複数の品種を最大50%使用する[91]。

ロンバルディア州のD.O.C.G.およびD.O.C.
- フランチャコルタ DOCG - シャンパーニュ方式のスパークリングワイン。サテン (シャルドネとピノ・ビアンコのみ) 以外の白とロゼにはピノ・ネロを使用することができる (それぞれ全体の50%以上と25%以上に使用可能) 。通常のDOCGワインとミッレジマート (単一収穫年を表記したもの) 、リゼルヴァの3等級があり、最低熟成期間はそれぞれ白の場合は18か月、30か月、60か月、ロゼの場合は24か月、30か月、60か月である[92]。
- オルトレポー・パヴェーゼ・メトド・クラッシコ DOCG - シャンパーニュ方式の瓶内二次発酵 (メトド・クラッシコ) を行なうスパークリングワイン。白とロゼそれぞれに通常のDOCGワインとミッレジマートがあり、いずれもピノ・ネロを70%以上使用しなければならない。残りの最大30%分にはシャルドネやピノ・グリージョ、ピノ・ビアンコが使用できる[93]。
- オルトレポー・パヴェーゼ DOC - 非常に種類の多いD.O.C.であり、ロッソ、リゼルヴァ、ロザート、 (ロザートの) フリッツァンテの場合、ピノ・ネロは最大45%まで使用することができる。またリースリングのセパージュワイン (白、発泡・非発泡) にも最大15%まで使用することができる。ピノ・ネロのセパージュワイン (発泡・非発泡) は白 (ヴィニフィカート・イン・ビアンコ) とロザートがあり、ピノ・ネロを85%以上使用しなくてはならない。
- ピノ・ネロ・デッロルトレポ・パヴェーゼ DOC - 2010年に独立したD.O.C.となった。ピノ・ネロを95%以上使用した赤のセパージュワインで、24ヶ月以上 (うち木樽で6ヶ月以上) 熟成させたリゼルヴァも存在する[94]。
- ガルダ DOC - ヴェネト州にもまたがるD.O.C.認定地域。通常のロッソの場合、カベルネ・フラン、カベルネ・ソーヴィニヨン、カルメネーレ、コルヴィーナ、メルロー、ピノ・ネロのなかから50%以上を使用する。ピノ・ネロのセパージュワイン (ピノ・ネロを85%以上使用) や二種混醸の赤ワイン (ピノ・ネロを使用する場合、50-84%にするか16%-50%にする) も存在する。ロゼのスプマンテには最大50%まで使用できる。また、甘口のパッシート・ロッソには、通常のロッソと同品種のなかから50%以上を使用する[95]。
- サン・コロンバーノ・アル・ランブロ/サン・コロンバーノ DOC - ビアンコ (発泡・非発泡) の場合、シャルドネを50%以上、ピノ・ネロを10%以上使用する[96]。
- サングエ・ディ・ジューダ・デッロルトレポー・パヴェーゼ/サングエ・ディ・ジューダ DOC - 甘口の赤ワインで、発泡と非発泡の両タイプがある。いずれの場合も、バルベーラとクロアティーナを主体とし、ピノ・ネロの使用率は最大45%[97]。

ヴァッレ・ダオスタ州のD.O.C.
- ヴァッレ・ダオスタ/ヴァレー・ダオステ DOC - 州唯一のD.O.C.認定地域。ピノ・ネロのセパージュ・ワインは若飲みタイプの辛口赤ワインで、品種はピノ・ネロを85%以上使用しなければならない。同じ品種の使用率で白ワイン仕立てのヴィニフィカート・イン・ビアンコもある[98]。

ピエモンテ州のD.O.C.G.およびD.O.C.
- アルタ・ランガ DOCG - 白およびロゼのスプマンテ (熟成30か月以上) があり、それぞれリゼルヴァ (熟成36か月以上) もある。ブドウの品種はピノ・ネロもしくはシャルドネを90%以上使用しなければならない[99]。
- ランゲ DOC - ピノ・ネロのセパージュワイン (辛口赤) が存在し、使用するブドウの85%以上はピノ・ネロでなければならない[100]。
- モンフェッラート DOC - 明るいルビー色をした辛口ロゼタイプののワイン、キアレット/チャレット (Chiaretto/Ciaret) において、ピノ・ネロは85%以上を構成する主要な使用品種のひとつになっている (他はバルベーラ、ボナルダ、カベルネ・フラン、カベルネ・ソーヴィニヨン、ドルチェット、フレイザ、グリニョリーノ) [101]。
- ピエモンテ DOC - ピノ・ネロのセパージュワイン (赤) の場合、ピノ・ネロを85%以上使用し、残りの最大15%には地元産黒ブドウを使用する。スプマンテの種類は多彩であり、ピノ・ネロ (白・ロゼ) の表記がある場合はピノ・ネロを85%以上、残りにはシャルドネ、ピノ・ビアンコ、ピノ・グリージョのいずれかまたは複数を使用する。その他の品種の表記の場合は、ピノ・ネロを最大15%まで使用することができる。また、複数のピノ系品種を主体としたピノ・スプマンテや、土着品種を含む指定品種のなかから2種類のみを混醸 (85%以下+15%以上の組み合わせ) するタイプのものもある[102]。
- コッリ・トルトネージ DOC - ピノ・ネロはロッソ (発泡・非発泡) とロザートタイプのキャレット (発泡・非発泡) に使用されることがある (使用比率は自由) [103]。

ヴェネト州のD.O.C.
- ブレガンツェ DOC - ピノ・ネロのセパージュワインの場合、ピノ・ネロを85%以上使用する。スペリオールおよびリゼルヴァ (熟成期間24か月以上、うち木樽で3か月) も存在する[104]。
- コッリ・ベリチ DOC - メルロー主体の赤ワインにはピノ・ネロが含まれることがある (最大30%まで) ほか、ピノ・ネロのセパージュワイン (ピノ・ネロを85%以上使用) も存在する。シャンパーニュ方式のスプマンテ (白・ロゼ) の場合、シャルドネは50%以上使用し、ピノ・ビアンコとピノ・ネロは合わせて50%以下にする[105]。
- リゾン・プラマッジョーレ DOC - スプマンテにピノ・ネロが含まれることがある (使用比率は自由) [106]。
- モンティ・レッシーニ DOC - ピノ・ネロは、セパージュワイン (ピノ・ネロを85%以上使用) のほかに、シャルドネを主体とした通常の白ワイン (ピノ・ネロの使用は最大50%まで) や、土着の白ブドウ品種ドゥレッラ (Durella) のセパージュワインおよび甘口のパッシートにも用いられることがある (どちらも最大15%まで) [107]。
- プロセッコ DOC - ヴェネト・フリウリ両州にまたがる広大なD.O.C.認定地域。白ワイン、フリッツァンテ、スプマンテのいずれも使用するブドウ品種はグレーラが主体だが、ピノ・ネロも最大15%まで使用が認められている[108]。
- ヴェネツィア DOC - ピノとのみ表記される白ワイン (発泡・非発泡) には、ピノ・ビアンコ、ピノ・グリージョ、ピノ・ネロ (白ワイン仕立て) のなかから単一もしくは複数の品種を85%以上使用する。ピノ・ロザート (発泡・非発泡) の場合は、ピノ・ビアンコまたはピノ・グリージョを50%以上、ピノ・ネロを5-50%使用する。ピノ・ネロのセパージュワイン (発泡・非発泡、ピノ・ネロを85%以上使用) も存在する[109]。
- ヴィチェンツァ DOC - ピノ・ネロのセパージュワイン (ピノ・ネロを85%以上使用) が存在し、リゼルヴァ (熟成期間24か月以上、うち木樽で3か月) もある[110]。
- ヴィニェーティ・デッラ・セレニッシマ DOC - スプマンテ各種 (白、ロゼ、ミッレジマート、リゼルヴァ) にピノ・ネロが使われることがある (使用比率は自由) [111]。

フリウリ＝ヴェネツィア・ジュリア州のD.O.C.
- コッリオ・ゴリツィアーノ/コッリオ DOC - ピノ・ネロはロッソに含まれていることがある (使用比率は自由) ほか、ピノ・ネロのセパージュワインの場合は85%以上使用する。リゼルヴァ (熟成期間30か月以上、うち木樽で6か月以上) も存在する[112]。
- フリウリ・コッリ・オリエンターリ DOC - ピノ・ネロはロッソに含まれていることがある (使用比率は自由) ほか、ピノ・ネロのセパージュワインの場合は85%以上使用する。リゼルヴァ (熟成期間24か月以上) も存在する[113]。
- フリウリ・グラーヴェ DOC - ピノ・ネロはロッソ、ロザート、スプマンテに含まれていることがある (使用比率は自由) ほか、ピノ・ネロのセパージュワイン (ロッソおよびスプマンテ) の場合は95%以上使用する。シャルドネもしくはピノ・ビアンコのスプマンテの場合、ピノ・ネロは最大15%まで使用することができる[114]。
- フリウリ・イゾンツォ DOC - ピノ・ネロはロッソに含まれていることがある (使用比率は自由) ほか、ピノ・ネロのセパージュワインの場合は100%使用する (ただし他品種のムストもしくはワインを最大15%まで加えることができるので、実質的にピノ・ネロの使用率は85%以上) 。シャルドネ・スプマンテの場合は最大15%、ピノ・スプマンテの場合は自由な比率で使用することができる[115]。
- フリウリ・ラティザーナ DOC - ピノ・ネロのセパージュワインの場合、ピノ・ネロを85%以上使用しなければならない。白のスプマンテの場合、シャルドネ、ピノ・ビアンコ、ピノ・ネロのうちから単一もしくは複数の品種を85%以上使用する。シャルドネ・スプマンテの場合、ピノ・ネロは最大15%まで使用することができる[116]。

エミリア＝ロマーニャ州のD.O.C.
- コッリ・ディ・パルマ DOC - ピノ・ネロのセパージュワインの場合、ピノ・ネロを85%以上使用する。リゼルヴァ (熟成期間2年以上、うち瓶内で6か月) も存在する。スプマンテにはシャルドネ、ピノ・ビアンコ、ピノ・ネロのなかから自由な比率で使用することができ、シャンパーニュ方式の瓶内二次発酵 (18か月以上) を行なう[117]。
- コッリ・ボロニェージ DOC - ボローニャ・スプマンテには、シャルドネ、ピノ・ビアンコのなかから40%以上、リースリング、ピノ・ネロ、ピニョレットのなかから最大60%使用する[118]。
- コッリ・ピアチェンティーニ DOC - ピノ・ネロのセパージュワイン (発泡・非発泡) の場合、ピノ・ネロを85%以上使用する。若飲みタイプの赤ワインであるノヴェッロの場合、ピノ・ネロ、バルベーラ、クロアティーナ (現地名ボナルダ) のなかから60%以上使用する[119]。

トスカーナ州のD.O.C.
- ポミーノ DOC - さまざまなタイプのワインにピノ・ネロが使用されている。まず通常の赤ワインの場合、サンジョヴェーゼを50%以上使用し、メルローとピノ・ネロは合わせて50%以下にする。リゼルヴァの熟成期間は24か月以上 (うち木樽で12か月、瓶内で3か月) である。スプマンテ (白、ロザート、辛口、甘口) の場合、シャルドネ、ピノ・ビアンコ 、ピノ・ネロのなかから単一もしくは複数の品種を70%以上使用する。リゼルヴァの熟成期間はシュール・リーで36か月以上である。遅摘みタイプであるヴェンデミア・タルディーヴァの赤ワインおよび黒ブドウを使ったヴィン・サントであるオッキオ・ディ・ペルニーチェの場合、サンジョヴェーゼを50%以上使用し、メルローとピノ・ネロは合わせて50%以下にする。オッキオ・ディ・ペルニーチェの熟成期間は木樽で約3年以上である[120]。
- サンタンティモ DOC - ピノ・ネロはロッソに含まれていることがある (使用比率は自由) ほか、ピノ・ネロのセパージュワインの場合は95%以上使用する[121]。
- サン・ジミニャーノ DOC - 通常の赤ワインおよびロザートの場合、サンジョヴェーゼを50%以上、カベルネ・ソーヴィニヨン、メルロー、ピノ・ネロ、シラーのなかから単一もしくは複数の品種を最大40%使用する。ピノ・ネロのセパージュワイン (ピノ・ネロを85%以上使用) も存在する。通常の赤ワインおよびセパージュワインのリゼルヴァの熟成期間は24か月以上 (うち木樽で7か月、瓶内で3か月) である[122]。

マルケ州のD.O.C.
- コッリ・ペザレージ DOC - 通常タイプおよび下位区分地区も含め、多くの白ワインにピノ・ネロが使用されている。通常は最大75%まで使用でき、下位区分地区のロンカリアの場合は25%以上が必要となる。下位区分地区のフォカーラおよびロンカリアに限ってピノ・ネロの白ワインおよび赤ワインがあり、90%以上ピノ・ネロを使用しなければならない。フォカーラの通常の赤ワインにもピノ・ネロが用いられることがある。スプマンテには通常のものとピノ・ネロ表記のもの (フォカーラおよびロンカリアのみ) があり、前者はビアンカーメ、シャルドネ、ピノ・ビアンコ 、ピノ・グリージョ、ピノ・ネロのなかから単一もしくは複数の品種で75%以上を構成するのに対し、後者はピノ・ネロを85%以上使用する[123]。

ウンブリア州のD.O.C.
- アッシジ DOC - ピノ・ネロのセパージュワイン (赤) が存在し、ピノ・ネロを85%以上使用する。リゼルヴァ (熟成期間2年以上、うち木樽で12か月以上、瓶内で3か月以上) も存在する[124]。
- コッリ・アルトティベリーニ DOC - スプマンテにはグレケット、ピノ・ビアンコ、ピノ・グリージョ、ピノ・ネロのなかから単一もしくは複数の品種を50%以上使用する[125]。
- コッリ・デル・トラジメーノ/トラジメーノ DOC - シェルト (Scelto) と呼ばれる赤ワインには、カベルネ・ソーヴィニヨン、ガメイ、メルロー、ピノ・ネロのなかから単一もしくは複数の品種を70%以上、サンジョヴェーゼを15%以上使用する。シャンパーニュ方式のスプマンテもあり、白の場合はシャルドネ、グレケット、ピノ・ネロのなかから単一もしくは複数の品種を70%以上、ロゼの場合はピノ・ネロを50%以上使用する[126]。
- コッリ・マルターニ DOC - スプマンテにはシャルドネ、グレケット、ピノ・ネロのなかから単一もしくは複数の品種を50%以上使用する[127]。
- コッリ・ペルジーニ DOC - スプマンテにはシャルドネ、グレケット、ピノ・ビアンコ、ピノ・グリージョ、ピノ・ネロのなかから単一もしくは複数の品種を80%以上使用する[128]。
- ラーゴ・ディ・コルバーラ  DOC - 通常の赤ワインの場合、カベルネ・ソーヴィニヨン、メルロー、ピノ・ネロ、サンジョヴェーゼのなかから単一もしくは複数の品種を70%以上使用する。ピノ・ネロのセパージュワイン (ピノ・ネロを85%以上使用) も存在する。両者ともリゼルヴァ (熟成期間22か月以上) がある[129]。
- ロッソ・オルヴィエターノ/オルヴィエターノ・ロッソ DOC - 通常の赤ワインの場合、アレアティコ、カベルネ・フラン、カベルネ・ソーヴィニヨン、カナイオーロ、チリエジョーロ、メルロー、モンテプルチャーノ、ピノ・ネロ、サンジョヴェーゼのなかから単一もしくは複数の品種を70%以上使用する。ピノ・ネロのセパージュワイン (ピノ・ネロを85%以上使用) も存在する[130]。
- トルジャーノ DOC - スプマンテにはシャルドネを最大50%、ピノ・ネロを最大50%、それ以外のアロマティックでないブドウを最大15%使用する。ピノ・ネロのセパージュワイン (ピノ・ネロを85%以上使用) も存在する[131]。

アブルッツォ州のD.O.C.
- アブルッツォ DOC - 白のスプマンテの場合、シャルドネ、ココッチョーラ、モントニコ、パッセリーナ、ペコリーノ、ピノ・ネロのなかから60%以上使用する。ロゼのスプマンテの場合、モンテ・プルチャーノ、ピノ・ネロのなかから60％以上使用する。シャンパーニュ方式のメトド・クラッシコや収穫年表記のミッレジマートも存在する[132]。

モリーゼ州のD.O.C.
- モリーゼ DOC - ピノ・ネロのセパージュワイン (赤) が存在し、ピノ・ネロを85%以上使用する[133]。

シチリア州のD.O.C.
- コンテッサ・エンテッリーナ DOC - ピノ・ネロのセパージュワイン (赤) が存在し、ピノ・ネロを85%以上使用する[134]。
- モンレアーレ DOC - ピノ・ネロのセパージュワイン (赤) が存在し、ピノ・ネロを85%以上使用する。リゼルヴァ (熟成期間2年以上) も存在する[135]。
- シチリア DOC - ピノ・ネロのセパージュワイン (赤、赤リゼルヴァ、スプマンテ・ロザート) が存在し、ピノ・ネロを85%以上使用する。通常のスプマンテ (ロゼ) の場合には、フラッパート、ネレッロ・マスカレーゼ、ネロ・ダヴォラ、ピノ・ネロのなかから単一もしくは複数の品種を50%以上使用する。通常の白のスプマンテにも含まれることがある[136]。

### モルドバ
モルドバではピノ・フラン (Pino Fran) 、ピノ・チェレン (Pino Ceren) 、チェルナ (Cerna) など、さまざまなピノ・ノワールの別名が存在する。2013年の調査によると、モルドバにおけるピノ・ノワールの栽培面積は2010年時点で6521ヘクタールにのぼり、フランス、アメリカ合衆国、ドイツに次いで4位であった。また、国内で栽培される黒ブドウ品種のなかでは、ピノ・ノワールはイザベラ (オデッサ) 、メルロー、カベルネ・ソーヴィニヨンに次いで4位であった。ピノ・ノワールの栽培はIGP/PGI (地理的表示) に基づく3つのワイン生産地域すべてにみられ、とくに中部のコドゥル地方では大手の生産者によるスパークリングワイン (国内最大手の国営企業クリコヴァなど) と赤ワイン (シャトー・ヴァルテリーやアルバストレレ・ワインズなど) の生産が盛んである。

### ニュージーランド
ピノ・ノワールはニュージーランドでは最も栽培が盛んな赤ワイン用ブドウ品種であり、全体でもソーヴィニョン・ブランに次いで2位につけている。2014年には、ピノ・ノワールの栽培面積は5569ヘクタール、ブドウの生産量は36500トンであった。
ピノ・ノワールは19世紀後半にホークス・ベイとワイララパで栽培されたことがあり、1906年に政府のブドウ栽培学者ロメオ・ブラガートがピノ・ノワールの「実の付き方はよく、良いワインを生み出す」と記している。しかしながら、国際的な注目を得るほどの高品質のワインが生産されたのは (ニュージーランド全体のブドウ栽培技術が変革を迎える) 1980年代に入ってからであった。最も有名なピノ・ノワールの生産地域は北島南端のワイララパ (特にマーティンボロ) および南島南部のオタゴ (特にセントラル・オタゴ) であるが、ピノ・ノワールの国内栽培面積の40%以上はマールボロにあり、質の高いワインが増えてきている。
- マーティンボロは北島にあるが、同島の他のワイン生産地域と比べて気温がかなり低く、秋の雨量は最も少ないため、ブルゴーニュ風のピノ・ノワール栽培に適している。作られるワインもブルゴーニュと同様、プラム風味の強いものから土っぽい風味の辛口まで幅広い。また、ニュージーランドではブドウ栽培農家とワイン生産者が別々であることが多いのだが、マーティンボロではワイン生産の構造もブルゴーニュと同じく、ブドウ栽培者がワイン醸造も行なっている[143]。
- セントラル・オタゴはニュージーランドでは最南端のワイン生産地域であり、夏と初秋の乾燥した天候と夏の強い日差しが特徴である。そのためブドウの完熟度が高く、アルコール度数も比較的高くなる。栽培されている主要品種のピノ・ノワールは樹齢の低いものが中心で、契約先のワイナリーで醸造される。南部のアレクサンドラとギブストンは同地域でも比較的冷涼で生育期間が長いため、他のどこよりも複雑な風味のワインを作ることができる。中心部クロムウェル付近のバノックバーンは最もブドウ栽培が盛んな地区である。ワナカ湖に面する最北のワナカ地区は1980年代に最初に開発された地区で、湖の存在により霜害に遭いにくい[144]。

### ルーマニア
黒ブドウの国際品種のなかで、ルーマニアにおいて最も栽培されているのはメルロー (2013年時点で11636ヘクタール) であり、ピノ・ノワールの栽培面積は2位のカベルネ・ソーヴィニョン (5308ヘクタール) よりはるかに少ない1796ヘクタールにすぎないが、21世紀に入り輸出向けの代表的品種として大幅に伸びている。栽培の歴史自体は1900年ごろに遡るが、ムルファトラーがフィロキセラの被害に遭った後、1980年代にフランス人顧問によりシャンパーニュからスパークリングワイン用のクローンが導入されたのを機に、ルーマニア産 (とくにムンテニアのディアル・マーレ産) ピノ・ノワールのワインは輸出向けの主要品種になった。1990年代に輸出市場の不振と国内市場の需要の少なさ (消費者はより色味の濃い赤ワインを好んだ) から一度衰退したが、21世紀に入り赤ワイン用のクローン (114、115、667、777などのいわゆるディジョン・クローン) が植栽され、品質が向上するようになってから輸出が再び好調になり、また国内市場でもピノ・ノワールのロゼワインやスパークリングワインへの需要が高まった。その結果、2017年には栽培面積が2024ヘクタールにまで達している。
8つあるワイン生産地域のなかでピノ・ノワールの栽培が盛んなのは、国内最大の生産地モルダヴィアではなく、赤ワイン生産の盛んな南部のワラキア (オルテニアおよびムンテニア) 、オーストリア＝ハンガリー帝国の影響の残る西部のバナトと北西部のクリシャナおよびマラムレシュである。トランシルヴァニアでも少量ながら栽培が始まっている。ピノ・ノワールの生産者としては、ムンテニアのセルヴェ (S.E.R.V.E.) 、オルテニアのヴァンユ・マーレ (Vânju Mare) などが有名であり、バナトのクラメレ・レカシュ (Cramele Recaş) は輸出向けの国際品種ワインで最も成功した例である。

### スロベニア
スロベニアでは、ピノ・ノワールはプリモルスカ地方、特にゴリシュカ・ブルダで生産されている。もっとも内陸のポドラウイエ (シュタイエルスカ地方およびプレクムリエ地方のワイン生産地域) では、1823年にオーストリア大公ヨハンの命令によりシャルドネやピノ・グリなどの高貴品種が導入され、そのなかにピノ・ノワールも含まれていた。ポドラウイエでは赤ワインの生産量は総生産量の10%未満だが、質・量ともに向上してきている。現地では通常モドリ・ピノ (Modri Pinot) またはモドリ・ブルグンデツ (Modri Burgundec) と呼ばれている。

### 南アフリカ共和国
2010年の統計によると、南アフリカ共和国にあるブドウ畑の総面積のうち、ピノ・ノワールが占めるのは1% (962ヘクタール) であり、2000年 (487ヘクタール、0.5%) および2008年 (727ヘクタール、1%未満) と比べて増加傾向にある (2016年は1.2%) 。1920年代にステレンボッシュ大学教授アブラハム・イツァーク・ペロルドがスイスのクローン (BK5) を輸入し、1927年にムラティエの畑で栽培が開始されたが、KWV (南アフリカブドウ栽培者協同組合連合) による厳しい栽培・ワイン生産統制によりピノ・ノワール栽培はなかなか進展しなかった。ケープ・サウス・コースト地方西部の、現在ウォーカー・ベイにあたる地域では、1970年代後半からピノ・ノワールなどのフランス的な品種が栽培されるようになった。特にエメル＝エン＝アルド・ヴァレーの気候は冷涼で、粘土質土壌の場所も多いことから、ブルゴーニュ系ブドウの乾地農法が可能であった。当初導入されたクローン (BK5) はスパークリングワイン用のものだったが、1990年代に高品質なスティルワイン用のディジョン・クローン (113、115など) の使用も可能になった。現在エメル＝エン＝アルド・ヴァレーのピノ・ノワールの植栽率はケープでもっとも高い。ウォーカー・ベイの北西にあるエルギン地域では、21世紀に入ってから従来盛んであったリンゴ栽培からブドウ栽培への転換が進み、標高200-400メートルの畑では良質なピノ・ノワールのワインも生産されている。

### スペイン
繊細で早熟なピノ・ノワールにとってスペインのほとんどの地域は気温が高すぎるため、このブドウ品種を見かけることはあまりないものの、カタルーニャ州リェイダ県ではピノ・ノワールのワインがコステルス・デル・セグレ (Costers del Segre) の原産地呼称 (DO) で少量生産されている。DO モンサン (DO Montsant) にもピノ・ノワールのワインを生産する小規模ワイナリー (セラー・カプサネス社など) が存在するが、同DOの規定ではピノ・ノワールは指定品種ではないため、より広域にまたがるDO カタルーニャ (DO Catalunya) のワインという扱いで販売されている。

### スイス
ピノ・ノワールはスイスにおいて人気のブドウ品種であり、国全体で栽培されている。1990年代末に白ブドウの植えられていた畑の多くが、ピノ・ノワールを中心とする黒ブドウ栽培に転換し、現在黒ブドウは国内のブドウ畑全体の58%を占める。ドイツ語圏の地域では、ブラウブルグンダー  (Blauburgunder) の別名で呼ばれている。クレヴネル (KlevnerあるいはClevner) は、フランスではもっぱらピノ・ブランを指すが、スイスではピノ系品種を指すことが多く、とくにチューリヒ州ではピノ・ノワールを指す。ピノ・ノワールのワイン生産が盛んな地域は、西部のヌーシャテル州、北東部のアールガウ州、チューリヒ州、シャフハウゼン州、ザンクトガレン州、トゥルガウ州、東部のビュンドナー・ヘアシャフト (グラウビュンデン州) である。ヌーシャテル湖北側の南向き傾斜地ではピノ・ノワールが栽培され、ウイユ・ド・ペルドゥリ (Oeil de Perdrix) と呼ばれる有名なロゼも作られている。特に上質なピノ・ノワールのワインは、シャフィス、リゲルツ、トゥワンの小区画で生まれている。南西部のヴァレー州では、ピノ・ノワールを主体としガメイとブレンドしたドール (Dôle) と呼ばれるミディアムボディの赤ワインが生産されている。また、ジュネーヴ州ではピノ・ノワールはガメイとシャスラに次いで第3位の栽培面積をもつ。

### アメリカ合衆国

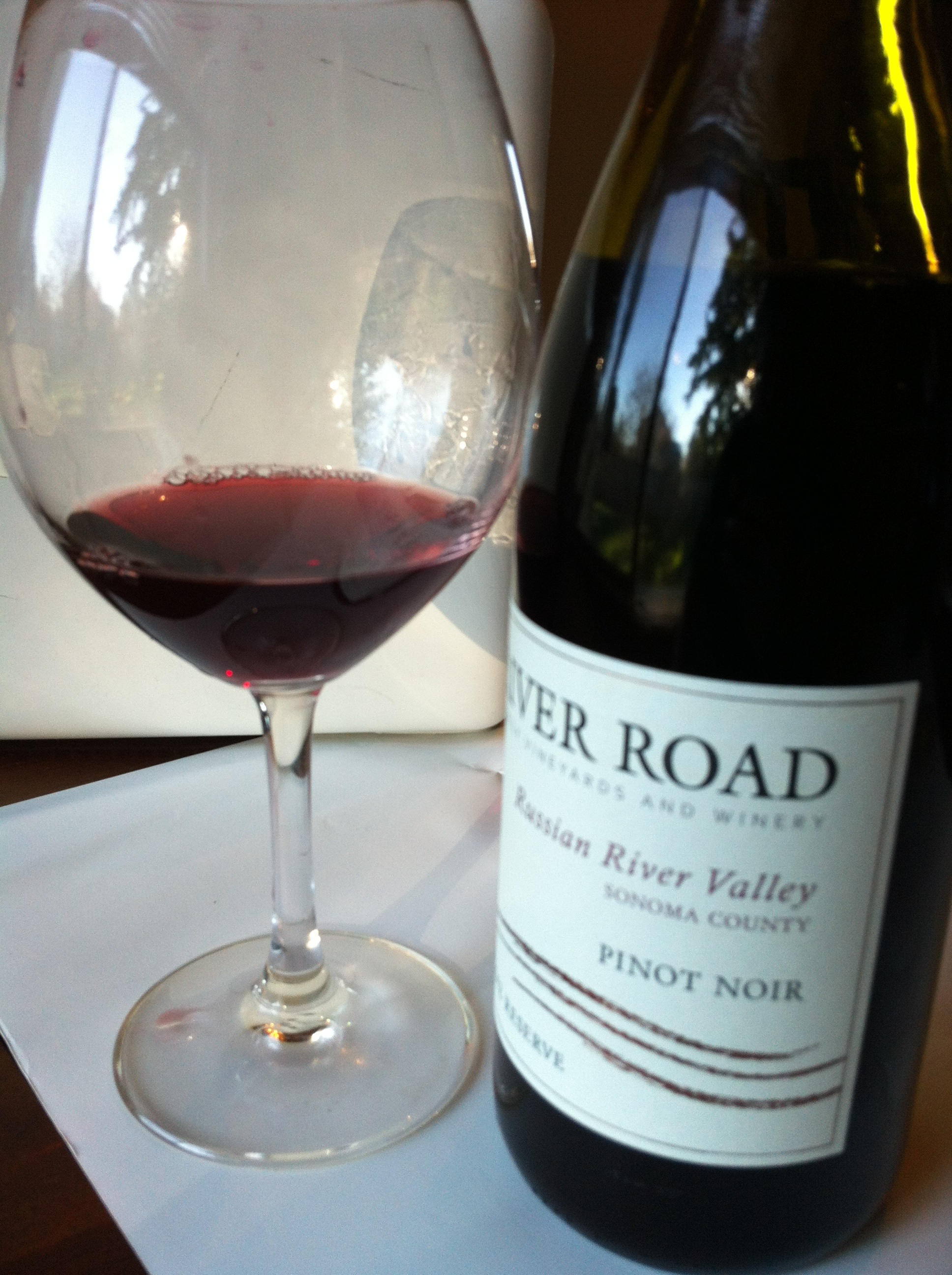
カリフォルニア州ロシアン・リヴァー・ヴァレー産ピノ・ノワールの赤ワイン

生産量でいえば、アメリカで最もピノ・ノワール を栽培しているのはカリフォルニア州であり、2番目にオレゴン州がくる。 他の栽培地域には、ワシントン州、ミシガン州、ニューヨーク州などがある。

#### カリフォルニア州
カリフォルニア州においては、ピノ・ノワールはシャルドネ、カベルネ・ソーヴィニョン、ジンファンデル、メルローに次いで5番目に栽培面積の多い品種である (2013年の時点で41000エーカー (約16600ヘクタール) ) 。同州における近年のピノ・ノワール栽培およびワイン生産の特徴は、海風によって発生する霧の影響と樽熟成の短期化である。それまで成功していなかったピノ・ノワール栽培に適した土地を求めて、1970年代から海岸寄りの土地開発が模索され始め、1980年代にはロシアン・リヴァー・ヴァレー、カーネロス、サンタバーバラ郡の3つの地域が成立した。フレンチオーク樽での熟成期間は1980年代前半までは2年以上のものが多かったが、1年以下にするワイナリーが増えている。期間を短くすることによって複雑なブーケと豊かな口当たりが実現した。
カリフォルニア州においてピノ・ノワール栽培で有名な地域は、主に以下の通りである。
- ブドウ栽培地域としては州内最北の部類に入るメンドシーノ郡において、ピノ・ノワールは主要品種ではないが、そのなかのアンダーソン・ヴァレー AVAは完熟期に非常に涼しい気候となるため、スパークリングワインも含めて注目に値するピノ・ノワールのワインが生まれている (ダックホーンのゴールデンアイなど) [162]。
- ソノマ郡北部のロシアン・リヴァー・ヴァレー AVAは、骨格の整ったシャルドネ以上にピノ・ノワールのワインによって脚光を浴びるようになった。標高の低い地区ほど霧がかかって冷涼になるため、ピノ・ノワールは酸味を残しながらじっくりと成熟させることができる[163]。
- ソノマ郡南部、サンパブロ湾北部の丘陵地帯に位置するロス・カーネロス AVAでは、やせた土壌と湾からの強い風による涼しさを生かして、1940年代後半にピノ・ノワールとシャルドネが栽培され始めた。両品種ともスパークリングワインとなることを意図して栽培されており、ベースワインはナパ・ヴァレーなどのより温暖な北部のワイナリーに運ばれる。現在、カーネロスのピノ・ノワールは従来のクローンからブルゴーニュから輸入されたクローンへの転換が進んでおり、本格的な赤ワイン生産へ移行しつつある。カーネロスのピノ・ノワール の赤ワインは、ロシアン・リヴァーのものよりもハーブやチェリーの風味が強い[164]。
- サンルイスオビスポ郡では、モロー湾から入ってくる海気によりかなり冷涼なエドナ・ヴァレー AVAとアロヨ・グランデ・ヴァレー AVAが、上質なピノ・ノワールを産出している (タリー・ヴィンヤーズやレティシアなど) [165]。
- カリフォルニア州南部のサンタバーバラ郡にあるサンタ・マリア・ヴァレー AVAは、海まで続く平坦な土地のため海からの冷気や霧が流れ込み、冷涼な気候となる。ピノ・ノワールのワインで有名な生産者としては、ランチョ・シスキュー、オー・ボン・クリマ、クペなどがある。その南の丘陵地帯にあるサンタ・リタ・ヒルズ AVAはさらに冷涼である。ピノ・ノワールの栽培条件を想定して画定された境界線の内部では、砂・シルト・粘土が混ざった土壌にシャルドネを台木にしたピノ・ノワールが栽培されている。サンフォード&ベネディクト・ヴィンヤードは同AVAが注目を浴びるきっかけを作ったワイナリーである[166]。

#### オレゴン州
オレゴン州の栽培地域は、ピノ・ノワールのワインを生産していることで知られている。

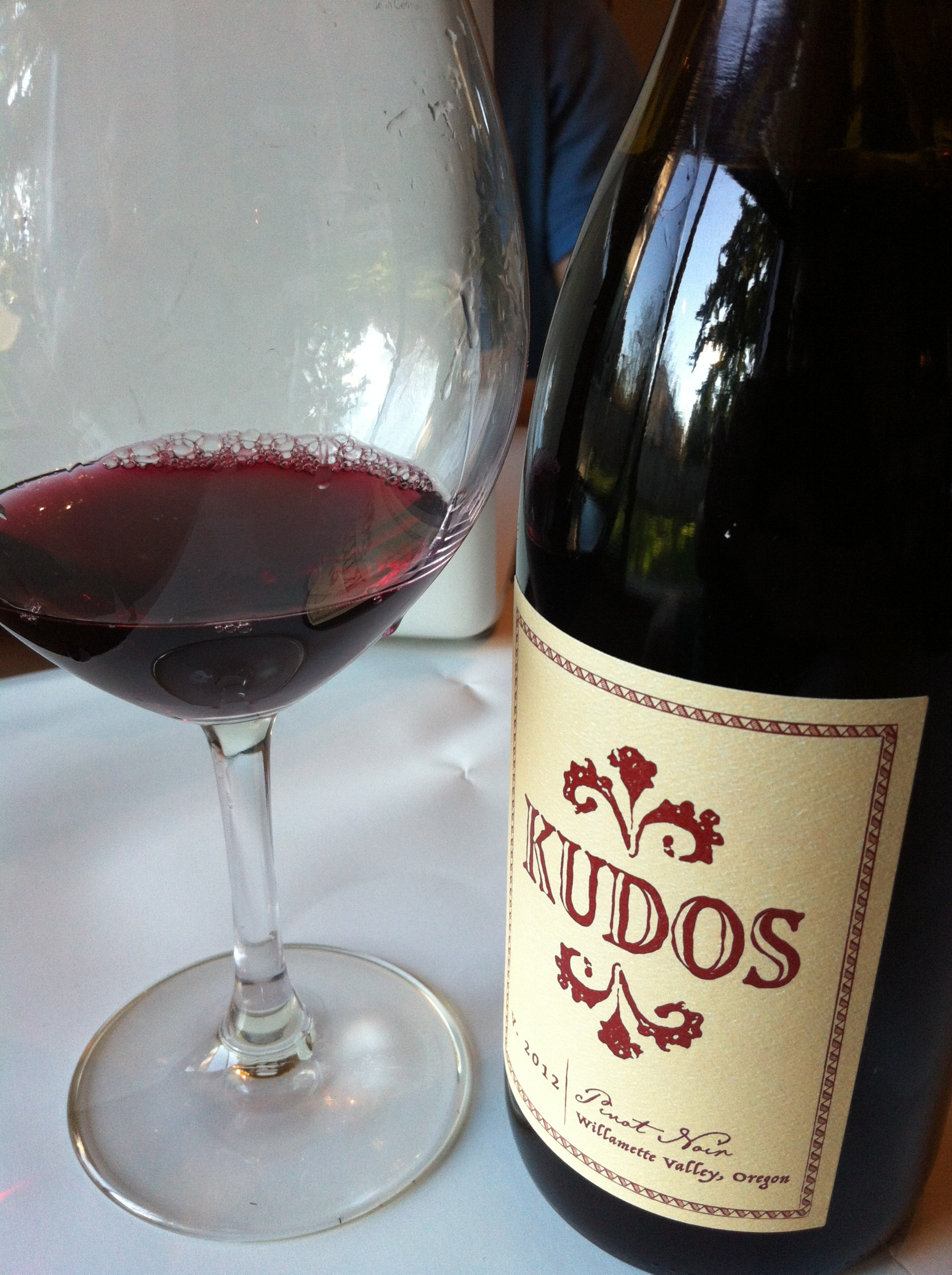
オレゴン州ウィラメット・ヴァレー産ピノ・ノワールのワイン

オレゴン州アンプクア・ヴァレーのヒルクレスト・ヴィンヤード (HillCrest Vineyard) のオーナーであるリチャード・ソマー (Richard Sommer) が、オレゴン州におけるピノ・ノワール栽培の開始者である。ソマーはカリフォルニア大学デイヴィス校を卒業後、オレゴン州の海側の山あいにある平野にピノ・ノワールを植えようと考えて北へ移り住んだ。 1959年、彼はオレゴン州に挿木を持ち込み、1961年にはローズバーグのヒルクレスト・ヴィンヤードで初の商業目的栽培を行なった。この功績により、ソマーはオレゴン州議会下院から表彰されている。2011年にオレゴン州は、前述の功績に加えて1967年に初の商業ベースでのボトル生産を成し遂げた功績で、彼を表彰した。2012年の夏にオレゴン州は、翌年の夏にはワイナリーに銘板を設置することを発表した。
1970年代になると他の栽培者も追随し始めた。1979年にデイヴィッド・レット (David Lett) はパリで行なわれた品評会、ワインオリンピックに参加し、ピノ・ノワール部門で3位に入った。いわゆる「パリスの審判」の再戦としてフランスワイン界の重鎮、ロベール・ドルーアン (Robert Drouhin) が1980年に企画した試飲会においては、アイリー・ヴィンヤーズ (レットのワイナリー) は順位を上げて2位に入った。こうした品評会によってオレゴン州は世界級のピノ・ノワール生産地域としての地位を確立したのである (その後ドルーアンは1987年にウィラメット・ヴァレーの土地を購入し、1989年に最新設備をもつドメーヌ・ドルーアン・オレゴンを設立した) 。
オレゴン州の中心的なワイン生産地域であるウィラメット・ヴァレーは、カリフォルニア州よりも冷涼で雲が多く、ワシントン州の生産地域よりも雨量が多いうえ、降水の多くはブドウの生育期間と収穫期を外れているため、栽培条件の厳しいピノ・ノワールの栽培に適しているとされる (ただし1990年代半ば以降、年ごとの気象は安定していない) 。1990年にフィロキセラが発見されると栽培者は台木を使った接ぎ木に転換し、生長量の抑制ができるようになったほか、ディジョン・クローンと呼ばれる収量が少なく早熟タイプのクローンを導入してから、ピノ・ノワールの赤ワインの品質と性格は大きく変わった。

### 日本
ブドウ栽培面積の約90%がラブルスカ種 (アメリカブドウ) をベースとする交配種 (巨峰やデラウェアなど) で占められている日本では、ピノ・ノワールの生産で有名なワイン生産地域はまだ存在しない (2009年の時点で推計63ヘクタール、多くは長野県に存在) 。ただしピノ・ノワールの生産に力を入れる小規模なワイナリーは各地に点在し、海外から高い評価を受けているものもある (北海道余市のドメーヌ・タカヒコなど) 。

## 近年における人気
2004年から2005年初めにかけて、映画『サイドウェイ』の影響によりアメリカ、オーストラリア、ニュージーランド、アジア諸国の消費者のあいだでピノ・ノワールの人気は急上昇し、メルロー種ワインの売り上げを落ち込ませた。 映画内では、主人公が終始ピノ・ノワールについて好意的に語る一方、メルローをこき下ろしていた。2004年10月にアメリカでこの映画が公開されると、メルローの売り上げは2%落ち、その一方でピノ・ノワールの売り上げはアメリカ西部で16%増加した。同様の傾向がイギリスのワイン小売業界でも生じた。ソノマ州立大学による2009年の調査では、『サイドウェイ』はメルローの販売量の伸びを鈍化させ、価格の下落を招いたが、この映画がワイン業界に与えた主要な影響は、ピノ・ノワールの販売量および価格の上昇と全体的なワイン消費量の増加にあることが判明した。アメリカのコンサルティング会社ヴィンヤード・フィナンシャル・アソシエーツが2014年に行なった推計によると、『サイドウェイ』公開後の10年間でメルローの栽培農家には4億米ドル以上の損失が出たという。

## 別名
ピノ・ノワールには、ヨーロッパを中心として多くの呼び名があり、他のピノ系品種との重複もみられる。
| ピノ・ノワールの別名                                                | 国・地域                               |
| ------------------------------------------------------------------- | -------------------------------------- |
| ベルリグー (Berlignou / Berligout)                                  | ロワール                               |
| ブラック・バーガンディ(Black Burgundy)                              | アメリカ合衆国                         |
| ブラウブルグンダー (Blauburgunder)                                  | オーストリア スイス アルト・アディジェ |
| ブラウアー・シュペートブルグンダー (Blauer Spätburgunder)           | ドイツ オーストリア スイス             |
| チェルナ (Cerna)                                                    | モルドバ                               |
| グロ・ノワリアン (Gros Noirien)                                     | ジュラ                                 |
| ケーク・ブルグンディ (Kék Burgundi)                                 | ハンガリー                             |
| キスブルグンディ (Kisburgundi)                                      | ハンガリー                             |
| クレヴナー / クレヴネル (Klävner / Clevner)                         | チューリッヒ州                         |
| モドリ・ブルグンデツ (Modri Burgundec)                              | スロベニア                             |
| モドリ・ピノ (Modri Pinot)                                          | スロベニア                             |
| ピノ・ツルニ (Pinot crni)                                           | クロアチア                             |
| ピノ・フラン (Pino Fran) 、ピノ・チェレン (Pinot Ceren)             | モルドバ                               |
| ピノ・ネグレ (Pinot negre)                                          | カタルーニャ州                         |
| ピノ・ネロ (Pinot nero)                                             | イタリア                               |
| プラン・ドレ (Plant doré)                                           | シャンパーニュ                         |
| ルランドスケー・モドレー (Rulandské modré)                          | チェコ スロバキア                      |
| サヴァニャン・ノワール (Savagnin Noir) 、サルヴァニャン (Salvagnin) | ジュラ ヌーシャテル州 ヴォー州         |
| シュペートブルグンダー (Spätburgunder)                              | ドイツ                                 |

クーン研究所のブドウ国際品種目録によると、クローンごとの名称も含め、2019年時点で330を超える。